# Liste der Kulturdenkmale in Osterwieck

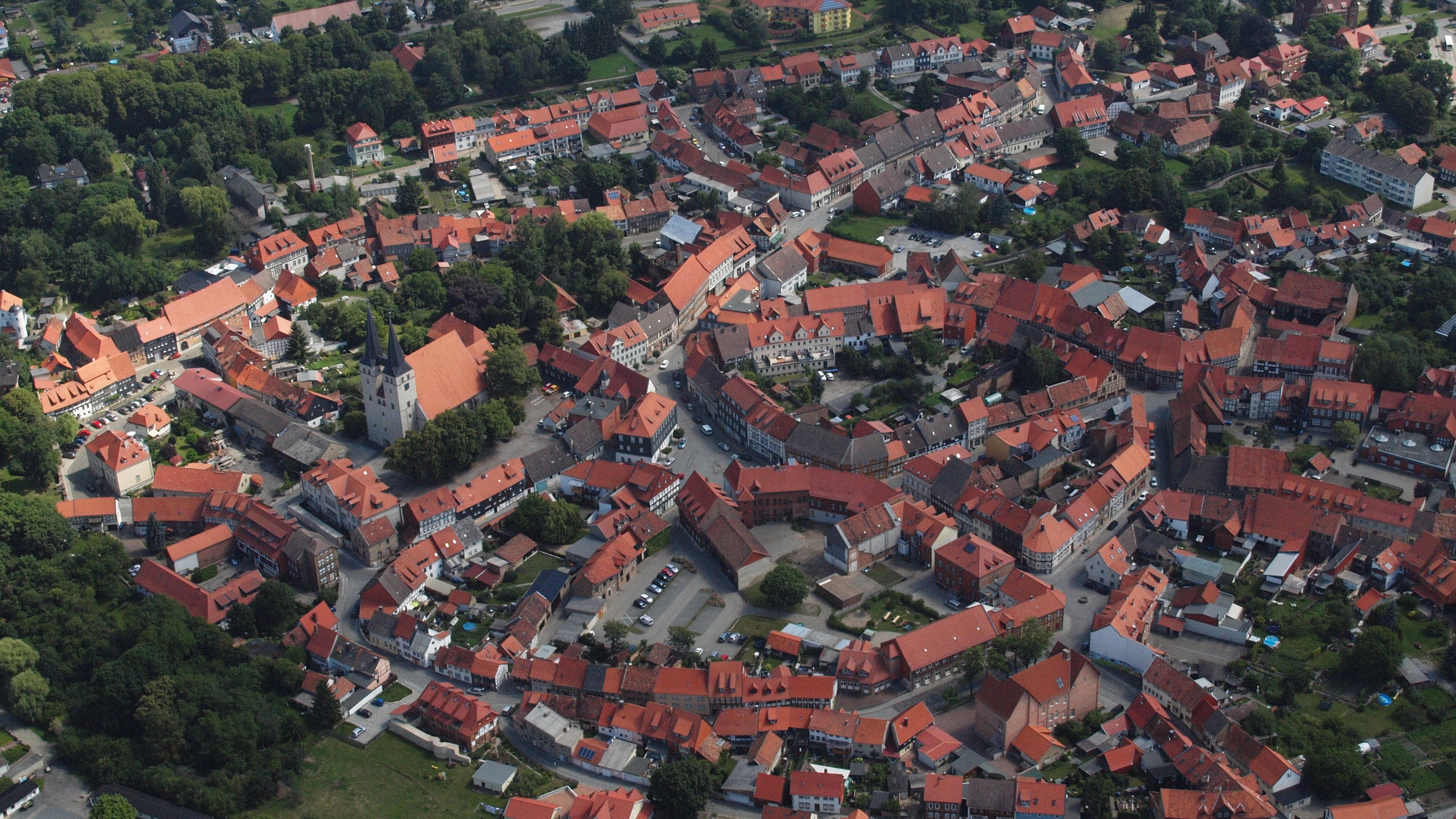
Osterwieck von oben, im Jahr 2014

In der Liste der Kulturdenkmale in Osterwieck sind alle  Kulturdenkmale der Gemeinde Osterwieck und ihrer Ortsteile aufgelistet. Grundlage ist das Denkmalverzeichnis des Landes Sachsen-Anhalt, das auf Basis des Denkmalschutzgesetzes des Landes Sachsen-Anhalt vom 21. Oktober 1991 durch das Landesamt für Denkmalpflege und Archäologie Sachsen-Anhalt erstellt und seither laufend ergänzt wurde (Stand: 31. Dezember 2023).

## Kulturdenkmale nach Ortsteilen
Die Baudenkmale in den Ortsteilen werden in Teillisten aufgeführt:
- Berßel
- Bühne
- Dardesheim
- Deersheim
- Göddeckenrode
- Hessen
- Hoppenstedt
- Lüttgenrode
- Osterode am Fallstein
- Osterwieck
- Rhoden
- Rimbeck
- Rohrsheim
- Schauen
- Veltheim am Fallstein
- Sonnenburg
- Stötterlingen
- Suderode
- Wülperode
- Zilly

### Ohne Adresse
| Lage                                                  | Bezeichnung           | Beschreibung | Erfassungs- nummer | Ausweisungsart | Bild     |
| ----------------------------------------------------- | --------------------- | --- | ------------------ | -------------- | -------- |
| L 87 (Karte)                                          | Grenzsicherungsanlage | VP-Kontrollpunkt, Teil der ehemaligen Grenzsicherungsanlage an der innerdeutschen Grenze.                                                                          | 094 18800          | Baudenkmal     | BW       |
| oberhalb der Straße aus Richtung Berßel (Karte)       | Gedenkstein           | Sühnekreuz, inschriftlicht auf 1763 datiert | 094 02445          | Baudenkmal     | BW       |
| 2 km nördlich der Stadt in Richtung Deersheim (Karte) | Wartturm              | Sogenannter Drohneturm, runder Kalksteinturm, 13./14. Jahrhundert                                                                                                  | 094 02446          | Baudenkmal     | Wartturm |
| im Fallstein (Karte)                                  | Grenzstein            | Der Grenzstein liegt zwischen Gemeinde Osterwieck und Gemeinde Hessen. Es ist die ehemalige Grenze zwischen dem Königreich Preußen und dem Herzogtum Braunschweig. | 094 84929          | Kleindenkmal   | BW       |

### A
| Lage                           | Bezeichnung             | Beschreibung | Erfassungs- nummer | Ausweisungsart | Bild                    |
| ------------------------------ | ----------------------- | --- | ------------------ | -------------- | ----------------------- |
| Stadtkern (Karte)              | Stadtviertel            | Eine der bedeutendsten Fachwerkstädte Mitteldeutschlands mit Straßen- und Parzellenstruktur aus dem ausgehenden Mittelalter. Die Fachwerkgebäude vom ausgehenden 15. bis ins 19. Jahrhundert bekunden die Stilentwicklung des Fachwerkbaus der Region. | 094 01846          | Denkmalbereich | Stadtviertel            |
| Am Markt 1 (Karte)             | Altes Rathaus           | im Kern spätgotisch, Erker auf 1524 datiert, später Anbauten und Überformungen | 094 01847          | Baudenkmal     | Weitere Bilder          |
| Am Markt 1a (Karte)            | Wohnhaus                | | 094 04321          | Baudenkmal     | Wohnhaus                |
| Am Markt 2 (Karte)             | Wohnhaus                | Ehemaliges Kaufmannshaus, dreistöckiger Fachwerkbau mit Ladeluke, um 1750 | 094 04322          | Baudenkmal     | Weitere Bilder          |
| Am Markt 3 (Karte)             | Ackerbürgerhof          | Ackerbürgerhof Wohn- und Geschäftshaus zur Straßenseite, zweistöckiger Fachwerkbau, im Kern 16. Jh., um 1800 durchgreifend verändert; 2023 wurde das bis dahin als eigenes Baudenkmal unter Nummer 094 02449 geführte Wohnhaus (Flügel zur Hofseite, zweistöckiger Fachwerkbau, um 1620) sowie die unter 094 02450 geführte Scheune (Fachwerk, Geschossbau) mit zu diesem Baudenkmal genommen, | 094 02448          | Baudenkmal     | Weitere Bilder          |
| Am Markt 4 (Karte)             | Wohnhaus                | Zweistöckiger Fachwerkbau, 1606 | 094 02451          | Baudenkmal     | Weitere Bilder          |
| Am Markt 5 (Karte)             | Wohnhaus                | Zweistöckiger Fachwerkbau, 18. Jahrhundert | 094 02452          | Baudenkmal     | Weitere Bilder          |
| Am Markt 6 (Karte)             | Wohnhaus                | Zweistöckiger Fachwerkbau, frühes 16. Jahrhundert | 094 02453          | Baudenkmal     | Weitere Bilder          |
| Am Markt 7 (Karte)             | Wohnhaus                | | 094 04323          | Baudenkmal     | Weitere Bilder          |
| Am Markt 8, 9 (Karte)          | Wohnhaus                | | 094 04324          | Baudenkmal     | Weitere Bilder          |
| Am Markt 10 (Karte)            | Wohnhaus                | Dreistöckiger Fachwerkeckbau, im Kern 1680, in den 1930er Jahren überformt | 094 02456          | Baudenkmal     | Weitere Bilder          |
| Am Markt 10a (Karte)           | Wohnhaus                | Zweistöcker Fachwerkbau, um 1780 | 094 02457          | Baudenkmal     | Weitere Bilder          |
| Am Markt 11 (alt: 11a) (Karte) | Neues Rathaus           | Ehemals villenartiges Wohnhaus, Ende 19. Jahrhundert, historische Fassade im Stil der Neorenaissance | 094 02459          | Baudenkmal     | Weitere Bilder          |
| Am Markt 12 (Karte)            | Wohnhaus                | Zweistöckiger Fachwerkbau, um 1850 | 094 02460          | Baudenkmal     | Weitere Bilder          |
| Am Markt 13 (Karte)            | Wohnhaus                | Zweistöcker Fachwerkbau, um 1760 | 094 02461          | Baudenkmal     | Weitere Bilder          |
| Am Markt 14 (Karte)            | Wohn- und Geschäftshaus | Dreistöckiges Fachwerkhaus von 1570 | 094 02462          | Baudenkmal     | Weitere Bilder          |
| Am Markt 15 (Karte)            | Wohn- und Geschäftshaus | | 094 04319          | Baudenkmal     | Wohn- und Geschäftshaus |
| Am Markt 16 (Karte)            | Wohnhaus                | | 094 04320          | Baudenkmal     | Wohnhaus                |
| Am Markt 17 (Karte)            | Gericht                 | Dreistöckiger Fachwerkbau, vermutlich 18. Jahrhundert, obere Stockwerke 1883 verschiefert | 094 02467          | Baudenkmal     | Weitere Bilder          |
| An der Ilse 1 (Karte)          | Mühle                   | Kleiner Mühlenhof, im Kern 18. Jahrhundert, mit Resten der Mühlentechnik und des Gerinnes | 094 02439          | Baudenkmal     | Weitere Bilder          |
| An der Ilse 3 (Karte)          | Fabrik                  | sogenannte Birkenmühle, seit 1731 als Mühlenstandort belegt, Fabrikgebäude um 1890 errichtet | 094 02440          | Baudenkmal     | BW                      |
| An der Zuckerfabrik (Karte)    | Ehemalige Zuckerfabrik  | | 094 02438          | Baudenkmal     | Weitere Bilder          |

### B
| Lage                                                 | Bezeichnung | Beschreibung | Erfassungs- nummer           | Ausweisungsart | Bild           |
| ---------------------------------------------------- | ----------- | --- | ---------------------------- | -------------- | -------------- |
| Bahnhofstraße 2 (Karte)                              | Wohnhaus    | | 094 04327                    | Baudenkmal     | Wohnhaus       |
| Bahnhofstraße 3 (Karte)                              | Postamt     | Zweigeschossiger Backsteinbau in Formen der Neorenaissance, um 1890 | 094 02426                    | Baudenkmal     | Postamt        |
| Bahnhofstraße 5-9, Flur 10, Flurstück 9/1 (Karte)    | Fabrik      | Druckerei und Verlagsgebäude „A. W. Zickfeldt“, Massivbau nach barockem Schema, schlossartiges Hauptgebäude mit subordnierten Seitenflügeln, um 1910, östlich der Altstadt vor dem Kapellentor in der gründerzeitlichen Stadterweiterung | 094 02428                    | Baudenkmal     | Weitere Bilder |
| Bahnhofstraße 10, Flur 10, Flurstück 571/10c (Karte) | Villa       | Villa Lange, repräsentativer Klinkerbau, historistische Putzdekoration, gusseiserne Einfriedung, um 1900, östlich der Altstadt vor dem Kapellentor in der gründerzeitlichen Stadterweiterung                                             | 094 02429                    | Baudenkmal     | Weitere Bilder |
| Bahnhofstraße 11 (Karte)                             | Villa       | Eingeschossiger Klinkerbau, historisierende Putzdekorationen, gusseiserne Einfriedung, um 1900 | 094 02430                    | Baudenkmal     | Weitere Bilder |
| Bahnhofstraße 17, Flur 10, Flurstück 23/2 (Karte)    | Schule      | alt Teichdamm 15, zweistöckiger Fachwerkbau im Stil der Harzer Landhausarchitektur, hölzernes Treppenhaus, um 1890, östlich der Altstadt vor dem Kapellentor im gründerzeitlichen Stadterweiterungsbereich                               | 107 15047 alte ID: 094 02427 | Baudenkmal     | Schule         |
| Bahnhofstraße 19 (Karte)                             | Wohnhaus    | | 094 04326                    | Baudenkmal     | Wohnhaus       |
| Bahnhofstraße 20 (Karte)                             | Wohnhaus    | | 094 04328                    | Baudenkmal     | Wohnhaus       |
| Bahnhofstraße 21 (Karte)                             | Wohnhaus    | | 094 04329                    | Baudenkmal     | Wohnhaus       |

### D
| Lage                 | Bezeichnung    | Beschreibung | Erfassungs- nummer | Ausweisungsart | Bild           |
| -------------------- | -------------- | --- | ------------------ | -------------- | -------------- |
| Damm 4 (Karte)       | Wohnhaus       | | 094 02474          | Baudenkmal     | Weitere Bilder |
| Damm 5 (Karte)       | Wohnhaus       | | 094 02475          | Baudenkmal     | Weitere Bilder |
| Damm 6 (Karte)       | Wohnhaus       | | 094 04333          | Baudenkmal     | Weitere Bilder |
| Damm 7 (Karte)       | Wohnhaus       | | 094 04334          | Baudenkmal     | Weitere Bilder |
| Damm 9 (Karte)       | Wohnhaus       | | 094 02479          | Baudenkmal     | Weitere Bilder |
| Damm 12 (Karte)      | Wohnhaus       | | 094 02482          | Baudenkmal     | Weitere Bilder |
| Damm 14 (Karte)      | Wohnhaus       | | 094 04332          | Baudenkmal     | Wohnhaus       |
| Denkmalplatz (Karte) | Kriegerdenkmal | Parkanlage, neogotisches Kriegerdenkmal für die Gefallenen von 1866, Kriegerdenkmal für die Opfer des 1. Weltkriegs | 094 02441          | Denkmalbereich | Weitere Bilder |
| Denkmalplatz (Karte) | Villa          | Villa | 107 15050          | Denkmalbereich | Weitere Bilder |

### E
| Lage                              | Bezeichnung       | Beschreibung                  | Erfassungs- nummer | Ausweisungsart | Bild              |
| --------------------------------- | ----------------- | ----------------------------- | ------------------ | -------------- | ----------------- |
| Ernst-Thälmann-Straße 11 (Karte)  | Villa             |                               | 094 02436          | Baudenkmal     | Weitere Bilder    |
| Ernst-Thälmann-Straße 22 (Karte)  | Villa             |                               | 094 02435          | Baudenkmal     | Weitere Bilder    |
| Ernst-Thälmann-Straße 35a (Karte) | Elektrizitätswerk | Städtisches Elektrizitätswerk | 094 50290          | Baudenkmal     | Elektrizitätswerk |

### F
| Lage               | Bezeichnung | Beschreibung                                                 | Erfassungs- nummer | Ausweisungsart | Bild           |
| ------------------ | ----------- | ------------------------------------------------------------ | ------------------ | -------------- | -------------- |
| Fichtenweg         | Friedhof    | Friedhof Im Jahr 2023 in das Denkmalverzeichnis eingetragen. | 094 18884          | Baudenkmal     |                |
| Fichtenweg (Karte) | Feierhalle  | Die Feierhalle befindet sich auf dem Stadtfriedhof.          | 094 02433          | Baudenkmal     | Weitere Bilder |
| Fichtenweg (Karte) | Mausoleum   | Das Mausoleum befindet sich auf dem Stadtfriedhof.           | 094 02432          | Baudenkmal     | Weitere Bilder |

### G
| Lage                        | Bezeichnung | Beschreibung | Erfassungs- nummer | Ausweisungsart | Bild           |
| --------------------------- | ----------- | ------------ | ------------------ | -------------- | -------------- |
| Gartenstraße 9 (Karte)      | Wohnhaus    |              | 094 04364          | Baudenkmal     | Wohnhaus       |
| Gartenstraße 9 (Karte)      | Wohnhaus    |              | 094 04365          | Baudenkmal     | Wohnhaus       |
| Gartenstraße 20, 21 (Karte) | Wohnhaus    |              | 094 04336          | Baudenkmal     | Weitere Bilder |
| Gartenstraße 26 (Karte)     | Wohnhaus    |              | 094 04341          | Baudenkmal     | Weitere Bilder |

### H
| Lage                                                         | Bezeichnung | Beschreibung                                                                          | Erfassungs- nummer | Ausweisungsart | Bild           |
| ------------------------------------------------------------ | ----------- | ------------------------------------------------------------------------------------- | ------------------ | -------------- | -------------- |
| Hagen 1 (Karte)                                              | Wohnhaus    |                                                                                       | 094 04366          | Baudenkmal     | Wohnhaus       |
| Hagen 2 (Karte)                                              | Wohnhaus    | Altstadt an der Nordseite des Vogteiplatzes                                           | 094 04369          | Baudenkmal     | Wohnhaus       |
| Hagen 3 (Karte)                                              | Hospital    | Bartholomäushospital                                                                  | 094 02520          | Baudenkmal     | Weitere Bilder |
| Hagen 4 (Karte)                                              | Wohnhaus    |                                                                                       | 094 02521          | Baudenkmal     | Weitere Bilder |
| Hagen 7 (Karte)                                              | Pfarrhaus   |                                                                                       | 094 04371          | Baudenkmal     | Weitere Bilder |
| Hagen 8 (Karte)                                              | Wohnhaus    |                                                                                       | 094 04372          | Baudenkmal     | Wohnhaus       |
| Hagen 9 (Karte)                                              | Wohnhaus    |                                                                                       | 094 04373          | Baudenkmal     | Wohnhaus       |
| Hagen 11 (Karte)                                             | Wohnhaus    |                                                                                       | 094 04368          | Baudenkmal     | Wohnhaus       |
| Hagen 12 (Karte)                                             | Wohnhaus    |                                                                                       | 094 02528          | Baudenkmal     | Wohnhaus       |
| Hagen 13 (Karte)                                             | Wohnhaus    |                                                                                       | 094 05278          | Baudenkmal     | Wohnhaus       |
| Hagen 17 (Karte)                                             | Wohnhaus    |                                                                                       | 094 05282          | Baudenkmal     | Wohnhaus       |
| Hagen 21 (Karte)                                             | Wohnhaus    |                                                                                       | 094 03079          | Baudenkmal     | Wohnhaus       |
| Hagen 22 (Karte)                                             | Wohnhaus    |                                                                                       | 094 05286          | Baudenkmal     | Wohnhaus       |
| Hagen 24 (Karte)                                             | Wohnhaus    | Das Wohnhaus befindet sich in der Altstadt nordöstlich des Marktes an der Mühlenilse. | 094 02529          | Baudenkmal     | Wohnhaus       |
| Hagen 25 (Karte)                                             | Wohnhaus    | Das Wohnhaus befindet sich in der Altstadt nordöstlich des Marktes an der Mühlenilse. | 094 05287          | Baudenkmal     | Wohnhaus       |
| Hagen 27 (Karte)                                             | Wohnhaus    |                                                                                       | 094 05288          | Baudenkmal     | Wohnhaus       |
| Hagen 28 (Karte)                                             | Wohnhaus    |                                                                                       | 094 05289          | Baudenkmal     | Wohnhaus       |
| Hagen 29 (Karte)                                             | Wohnhaus    |                                                                                       | 094 05290          | Baudenkmal     | Wohnhaus       |
| Hagen 30 (Karte)                                             | Wohnhaus    |                                                                                       | 094 05291          | Baudenkmal     | Wohnhaus       |
| Hagen 31 (Karte)                                             | Wohnhaus    |                                                                                       | 094 05292          | Baudenkmal     | Wohnhaus       |
| Hagen 32 (Karte)                                             | Wohnhaus    |                                                                                       | 094 03080          | Baudenkmal     | Wohnhaus       |
| Hagen 35 (Karte)                                             | Wohnhaus    |                                                                                       | 094 05294          | Baudenkmal     | Wohnhaus       |
| Hagen 36 (Karte)                                             | Wohnhaus    |                                                                                       | 094 05295          | Baudenkmal     | Wohnhaus       |
| Hagen 45 (Karte)                                             | Wohnhaus    |                                                                                       | 094 02530          | Baudenkmal     | Wohnhaus       |
| Hornburger Straße 1 südöstlich von der Stadt gelegen (Karte) | Fabrik      | Handschuhfabrik, aktuelle Adresse: Hornburger Straße 13                               | 094 02442          | Baudenkmal     | Weitere Bilder |
| Hornburger Straße 9a, 9b (Karte)                             | Villa       | steht hinter dem Gewerbegebäude am Mühlgraben                                         | 094 02444          | Baudenkmal     | Weitere Bilder |

### K
| Lage                                                                | Bezeichnung             | Beschreibung | Erfassungs- nummer | Ausweisungsart | Bild                    |
| ------------------------------------------------------------------- | ----------------------- | --- | ------------------ | -------------- | ----------------------- |
| Kapellenstraße 1 (Karte)                                            | Wohnhaus                | | 094 02531          | Baudenkmal     | Wohnhaus                |
| Kapellenstraße 2 (Karte)                                            | Wohnhaus                | | 094 05307          | Baudenkmal     | Wohnhaus                |
| Kapellenstraße 3 (Karte)                                            | Wohn- und Geschäftshaus | | 094 03100          | Baudenkmal     | Weitere Bilder          |
| Kapellenstraße 4 (Karte)                                            | Wohnhaus                | | 094 02532          | Baudenkmal     | Wohnhaus                |
| Kapellenstraße 5 (Karte)                                            | Wohnhaus                | | 094 05309          | Baudenkmal     | Wohnhaus                |
| Kapellenstraße 8 (Karte)                                            | Wohnhaus                | | 094 02533          | Baudenkmal     | Wohnhaus                |
| Kapellenstraße 9 (Karte)                                            | Wohnhaus                | | 094 02534          | Baudenkmal     | Wohnhaus                |
| Kapellenstraße 10 (Karte)                                           | Ackerbürgerhaus         | | 094 03101          | Baudenkmal     | Ackerbürgerhaus         |
| Kapellenstraße 11 (Karte)                                           | Wohnhaus                | | 094 02535          | Baudenkmal     | Wohnhaus                |
| Kapellenstraße 12 (Karte)                                           | Wohnhaus                | | 094 02536          | Baudenkmal     | Wohnhaus                |
| Kapellenstraße 15 (Karte)                                           | Wohnhaus                | | 094 02537          | Baudenkmal     | Wohnhaus                |
| Kapellenstraße 16 (Karte)                                           | Ackerbürgerhaus         | | 094 03105          | Baudenkmal     | Ackerbürgerhaus         |
| Kapellenstraße 18, 19, 20 (Karte)                                   | Wohnhaus                | | 094 02538          | Baudenkmal     | Wohnhaus                |
| Kapellenstraße 26 (Karte)                                           | Wohnhaus                | Das Wohnhaus befindet sich nordöstlich der Altstadt im sogenannten Vordorf in der Nähe zum ehemaligen Kapellentor. Langgestreckter Gebäudekomplex | 094 05314          | Baudenkmal     | Weitere Bilder          |
| Kapellenstraße 27 (Karte)                                           | Wohnhaus                | Ackerbürgerhof, Schäfers's Hof | 094 02539          | Baudenkmal     | Weitere Bilder          |
| Kapellenstraße 28 (Karte)                                           | Wohnhaus                | | 094 02540          | Baudenkmal     | Wohnhaus                |
| Kapellenstraße 29 (Karte)                                           | Wohnhof                 | | 094 02541          | Baudenkmal     | Wohnhof                 |
| Kapellenstraße 30 (Karte)                                           | Wohnhaus                | | 094 02542          | Baudenkmal     | Wohnhaus                |
| Kapellenstraße 31 (Karte)                                           | Wohnhaus                | | 094 02543          | Baudenkmal     | Wohnhaus                |
| Kapellenstraße 34 (Karte)                                           | Wohnhaus                | | 094 02545          | Baudenkmal     | Wohnhaus                |
| Kapellenstraße 35 (Karte)                                           | Wohnhaus                | | 094 02546          | Baudenkmal     | Wohnhaus                |
| Kapellenstraße 37 (Karte)                                           | Ackerbürgerhaus         | | 094 03103          | Baudenkmal     | Ackerbürgerhaus         |
| Kapellenstraße 40 (Karte)                                           | Wohnhaus                | | 094 02547          | Baudenkmal     | Wohnhaus                |
| Kapellenstraße 41 (Karte)                                           | Wohnhaus                | | 094 02548          | Baudenkmal     | Wohnhaus                |
| Kapellenstraße 42 (Karte)                                           | Wohnhaus                | | 094 02549          | Baudenkmal     | Weitere Bilder          |
| Kapellenstraße 44, im Altstadtkern östlich des Marktplatzes (Karte) | Wohnhaus                | | 094 05319          | Baudenkmal     | Weitere Bilder          |
| Kapellenstraße 45 (Karte)                                           | Wohn- und Geschäftshaus | | 094 03098          | Baudenkmal     | Wohn- und Geschäftshaus |

### M
| Lage                    | Bezeichnung             | Beschreibung                                                                             | Erfassungs- nummer | Ausweisungsart | Bild                    |
| ----------------------- | ----------------------- | ---------------------------------------------------------------------------------------- | ------------------ | -------------- | ----------------------- |
| Mauerstraße 13 (Karte)  | Schule                  | Fallstein-Gymnasium                                                                      | 094 05341          | Baudenkmal     | Weitere Bilder          |
| Mauerstraße 17 (Karte)  | Wohnhaus                |                                                                                          | 094 05345          | Baudenkmal     | Weitere Bilder          |
| Mittelstraße 1 (Karte)  | Wohnhaus                |                                                                                          | 094 02551          | Baudenkmal     | Wohnhaus                |
| Mittelstraße 2 (Karte)  | Wohnhaus                |                                                                                          | 094 02552          | Baudenkmal     | Wohnhaus                |
| Mittelstraße 3 (Karte)  | Wohn- und Geschäftshaus |                                                                                          | 094 03085          | Baudenkmal     | Wohn- und Geschäftshaus |
| Mittelstraße 4 (Karte)  | Ackerbürgerhaus         |                                                                                          | 094 03088          | Baudenkmal     | Ackerbürgerhaus         |
| Mittelstraße 5 (Karte)  | Wohn- und Geschäftshaus |                                                                                          | 094 03089          | Baudenkmal     | Wohn- und Geschäftshaus |
| Mittelstraße 6 (Karte)  | Wohnhaus                |                                                                                          | 094 05346          | Baudenkmal     | Wohnhaus                |
| Mittelstraße 7 (Karte)  | Wohnhaus                |                                                                                          | 094 05347          | Baudenkmal     | Wohnhaus                |
| Mittelstraße 8 (Karte)  | Wohnhaus                |                                                                                          | 094 02553          | Baudenkmal     | Wohnhaus                |
| Mittelstraße 9 (Karte)  | Wohnhaus                |                                                                                          | 094 02554          | Baudenkmal     | Wohnhaus                |
| Mittelstraße 10 (Karte) | Wohnhaus                |                                                                                          | 094 02555          | Baudenkmal     | Weitere Bilder          |
| Mittelstraße 11 (Karte) | Wohnhaus                |                                                                                          | 094 02556          | Baudenkmal     | Wohnhaus                |
| Mittelstraße 12 (Karte) | Wohnhaus                |                                                                                          | 094 02557          | Baudenkmal     | Wohnhaus                |
| Mittelstraße 13 (Karte) | Wohnhaus                |                                                                                          | 094 02558          | Baudenkmal     | Wohnhaus                |
| Mittelstraße 14 (Karte) | Wohn- und Geschäftshaus |                                                                                          | 094 03090          | Baudenkmal     | Wohn- und Geschäftshaus |
| Mittelstraße 16 (Karte) | Wohnhaus                |                                                                                          | 094 02559          | Baudenkmal     | Wohnhaus                |
| Mittelstraße 17 (Karte) | Wohnhaus                |                                                                                          | 094 02560          | Baudenkmal     | Wohnhaus                |
| Mittelstraße 19 (Karte) | Wohnhaus                |                                                                                          | 094 02563          | Baudenkmal     | Wohnhaus                |
| Mittelstraße 20 (Karte) | Wohnhaus                |                                                                                          | 094 03087          | Baudenkmal     | Wohnhaus                |
| Mittelstraße 21 (Karte) | Wohnhaus                |                                                                                          | 094 03086          | Baudenkmal     | Wohnhaus                |
| Mittelstraße 22 (Karte) | Wohnhaus                |                                                                                          | 094 03084          | Baudenkmal     | Wohnhaus                |
| Mittelstraße 26 (Karte) | Wohnhaus                | Das Haus Schütze befindet sich im Zentrum der Altstadt in der Nähe des Alten Rathauses.  | 094 02564          | Baudenkmal     | Weitere Bilder          |
| Mittelstraße 27 (Karte) | Wohnhaus                | Das Haus Runden befindet sich im Zentrum der Altstadt an der Ecke Am Markt/Mittelstraße. | 094 02565          | Baudenkmal     | Wohnhaus                |

### N
| Lage                            | Bezeichnung             | Beschreibung | Erfassungs- nummer | Ausweisungsart | Bild                    |
| ------------------------------- | ----------------------- | --- | ------------------ | -------------- | ----------------------- |
| Neukirchenstraße 1 (Karte)      | Wohnhaus                | | 094 02566          | Baudenkmal     | Wohnhaus                |
| Neukirchenstraße 2 (Karte)      | Wohnhaus                | | 094 02567          | Baudenkmal     | Wohnhaus                |
| Neukirchenstraße 3 (Karte)      | Wohnhaus                | | 094 04374          | Baudenkmal     | Wohnhaus                |
| Neukirchenstraße 4 (Karte)      | Wohnhaus                | | 094 05351          | Baudenkmal     | Wohnhaus                |
| Neukirchenstraße 5 (Karte)      | Wohnhaus                | | 094 05352          | Baudenkmal     | Wohnhaus                |
| Neukirchenstraße 13 (Karte)     | Wohnhaus                | | 094 05355          | Baudenkmal     | Wohnhaus                |
| Neukirchenstraße 14 (Karte)     | Wohn- und Geschäftshaus | „Preußischer Hof“ | 094 02569          | Baudenkmal     | Wohn- und Geschäftshaus |
| Neukirchenstraße 15 (Karte)     | Wohnhaus                | | 094 03092          | Baudenkmal     | Wohnhaus                |
| Neukirchenstraße 16 (Karte)     | Wohnhaus                | | 094 02570          | Baudenkmal     | Wohnhaus                |
| Neukirchenstraße 17 (Karte)     | Wohnhaus                | | 094 02571          | Baudenkmal     | Wohnhaus                |
| Neukirchenstraße 17a (Karte)    | Wohnhaus                | | 094 03094          | Baudenkmal     | Weitere Bilder          |
| Neukirchenstraße 17c (Karte)    | Villa                   | 2022 als Baudenkmal ausgewiesen. | 094 18828          | Baudenkmal     | Villa                   |
| Neukirchenstraße 17e (Karte)    | Wohnhaus                | | 094 02572          | Baudenkmal     | Wohnhaus                |
| Neukirchenstraße 18 (Karte)     | Wohnhaus                | | 094 05356          | Baudenkmal     | Weitere Bilder          |
| Neukirchenstraße 19 (Karte)     | Wohnhaus                | | 094 02573          | Baudenkmal     | Wohnhaus                |
| Neukirchenstraße 20 (Karte)     | Wohnhaus                | | 094 02574          | Baudenkmal     | Wohnhaus                |
| Neukirchenstraße 21 (Karte)     | Wohnhaus                | | 094 02575          | Baudenkmal     | Wohnhaus                |
| Neukirchenstraße 22 (Karte)     | Wohnhaus                | | 094 02576          | Baudenkmal     | Wohnhaus                |
| Neukirchenstraße 23 (Karte)     | Wohnhaus                | | 094 02577          | Baudenkmal     | Wohnhaus                |
| Neukirchenstraße 24 (Karte)     | Wohnhaus                | | 094 02578          | Baudenkmal     | Wohnhaus                |
| Neukirchenstraße 25, 26 (Karte) | Wohnhaus                | | 094 02579          | Baudenkmal     | Wohnhaus                |
| Neukirchenstraße 27 (Karte)     | Wohnhaus                | | 094 02580          | Baudenkmal     | Wohnhaus                |
| Neukirchenstraße 28 (Karte)     | Wohnhaus                | | 094 02581          | Baudenkmal     | Wohnhaus                |
| Neukirchenstraße 29 (Karte)     | Wohnhaus                | | 094 05357          | Baudenkmal     | Wohnhaus                |
| Neukirchenstraße 30 (Karte)     | Wohn- und Geschäftshaus | | 094 03091          | Baudenkmal     | Wohn- und Geschäftshaus |
| Neukirchenstraße 31 (Karte)     | Wohnhaus                | | 094 05358          | Baudenkmal     | Wohnhaus                |
| Neukirchenstraße 32 (Karte)     | Wohnhaus                | | 094 02582          | Baudenkmal     | Wohnhaus                |
| Neukirchenstraße 33 (Karte)     | Wohnhaus                | | 094 02583          | Baudenkmal     | Wohnhaus                |
| Neukirchenstraße 34, 35 (Karte) | Wohnhaus                | | 094 02584          | Baudenkmal     | Wohnhaus                |
| Neukirchenstraße 36 (Karte)     | Wohnhaus                | | 094 02585          | Baudenkmal     | Wohnhaus                |
| Neukirchenstraße 37 (Karte)     | Wohnhaus                | | 094 02586          | Baudenkmal     | Weitere Bilder          |
| Nikolaikirchplatz (Karte)       | Kirche St. Nikolai      | Gotischer Saalbau, romanisches Portal an der Südseite entstammt vermutlich aus einem Vorgängerbau, Westturm 1583 durchgreifend verändert         | 094 02587          | Baudenkmal     | Weitere Bilder          |
| Nikolaikirchplatz 4 (Karte)     | Wohnhaus                | | 094 02588          | Baudenkmal     | Weitere Bilder          |
| Nikolaistraße 1 (Karte)         | Wohnhaus                | | 094 02589          | Baudenkmal     | Weitere Bilder          |
| Nikolaistraße 2 (Karte)         | Wohnhaus                | | 094 02590          | Baudenkmal     | Weitere Bilder          |
| Nikolaistraße 3 (Karte)         | Wohnhaus                | | 094 05361          | Baudenkmal     | Weitere Bilder          |
| Nikolaistraße 6 (Karte)         | Wohnhaus                | | 094 05364          | Baudenkmal     | Wohnhaus                |
| Nikolaistraße 7 (Karte)         | Wohnhaus                | | 094 05365          | Baudenkmal     | Wohnhaus                |
| Nikolaistraße 8 (Karte)         | Wohnhaus                | | 094 05366          | Baudenkmal     | Wohnhaus                |
| Nikolaistraße 9 (Karte)         | Wohnhaus                | | 094 02591          | Baudenkmal     | Wohnhaus                |
| Nikolaistraße 13, 14 (Karte)    | Wohnhaus                | | 094 05370          | Baudenkmal     | Wohnhaus                |
| Nikolaistraße 16 (Karte)        | Wohnhaus                | | 094 05372          | Baudenkmal     | Wohnhaus                |
| Nikolaistraße 17 (Karte)        | Wohnhaus                | Kaufmannshaus, zweistöckiger Fachwerkbau, Fächerrosetten am Oberstock, Schiffskehlung zwischen den Balkenköpfen, Bügelfries an der Stockschwelle | 094 02592          | Baudenkmal     | Wohnhaus                |
| Nikolaistraße 20 (Karte)        | Wohnhaus                | | 094 02593          | Baudenkmal     | Wohnhaus                |
| Nikolaistraße 21 (Karte)        | Wohnhaus                | | 094 02594          | Baudenkmal     | Wohnhaus                |
| Nikolaistraße 22 (Karte)        | Wohnhaus                | | 094 02595          | Baudenkmal     | Wohnhaus                |
| Nikolaistraße 23, 24 (Karte)    | Wohnhaus                | | 094 02596          | Baudenkmal     | Wohnhaus                |
| Nikolaistraße 26 (Karte)        | Wohnhaus                | | 094 05376          | Baudenkmal     | Weitere Bilder          |
| Nikolaistraße 27 (Karte)        | Wohnhaus                | | 094 05377          | Baudenkmal     | Wohnhaus                |
| Nikolaistraße 28 (Karte)        | Wohnhaus                | | 094 02597          | Baudenkmal     | Weitere Bilder          |
| Nikolaistraße 29 (Karte)        | Ackerbürgerhaus         | | 094 03077          | Baudenkmal     | Ackerbürgerhaus         |
| Nikolaistraße 30 (Karte)        | Wohnhaus                | | 094 02598          | Baudenkmal     | Wohnhaus                |
| Nikolaistraße 31 (Karte)        | Wohnhaus                | | 094 05379          | Baudenkmal     | Wohnhaus                |
| Nikolaistraße 34 (Karte)        | Wohnhaus                | | 094 05382          | Baudenkmal     | Wohnhaus                |
| Nikolaistraße 35 (Karte)        | Wohnhaus                | | 094 02599          | Baudenkmal     | Wohnhaus                |
| Nikolaistraße 36 (Karte)        | Wohnhaus                | | 094 02600          | Baudenkmal     | Wohnhaus                |
| Nikolaistraße 36a (Karte)       | Wohnhaus                | | 094 05383          | Baudenkmal     | Wohnhaus                |

### Q
| Lage                         | Bezeichnung  | Beschreibung                                                                          | Erfassungs- nummer | Ausweisungsart | Bild           |
| ---------------------------- | ------------ | ------------------------------------------------------------------------------------- | ------------------ | -------------- | -------------- |
| Quedlinburger Straße (Karte) | Bismarckturm | Der Bismarckturm befindet sich am Südhang des Großen Fallstein nördlich der Ortslage. | 094 02425          | Baudenkmal     | Weitere Bilder |

### R
| Lage                               | Bezeichnung   | Beschreibung                | Erfassungs- nummer | Ausweisungsart | Bild           |
| ---------------------------------- | ------------- | --------------------------- | ------------------ | -------------- | -------------- |
| Rosmarienstraße 1 (Karte)          | Wohnhaus      |                             | 094 05390          | Baudenkmal     | Wohnhaus       |
| Rosmarienstraße 6 (Karte)          | Wohnhaus      |                             | 094 03078          | Baudenkmal     | Wohnhaus       |
| Rosmarienstraße 7, 8 (Karte)       | Gasthof       | Grüne Tanne / Haus Reincken | 094 02602          | Baudenkmal     | Gasthof        |
| Rosmarienstraße 9, 10 (Karte)      | Kaufmannshaus | Haus Lakemacher             | 094 02603          | Baudenkmal     | Kaufmannshaus  |
| Rössingstraße 1 (Karte)            | Wohnhaus      |                             | 094 05385          | Baudenkmal     | Wohnhaus       |
| Rössingstraße 5 (Karte)            | Wohnhaus      | Bunter Hof                  | 094 02601          | Baudenkmal     | Wohnhaus       |
| Rössingstraße, Mauerstraße (Karte) | Schule        | Fallstein-Gymnasium         | 094 03095          | Baudenkmal     | Weitere Bilder |

### S
| Lage                                         | Bezeichnung             | Beschreibung                                                                                               | Erfassungs- nummer | Ausweisungsart | Bild                    |
| -------------------------------------------- | ----------------------- | --- | ------------------ | -------------- | ----------------------- |
| Sackstraße (Karte)                           | Fallstein-Grundschule   | vgl. 4966 doppelt erfasst?                                                                                 | 094 03082          | Baudenkmal     | Weitere Bilder          |
| Sackstraße 1 (Karte)                         | Wohnhaus                | | 094 05397          | Baudenkmal     | Wohnhaus                |
| Sackstraße 2 (Karte)                         | Wohnhaus                | | 094 05398          | Baudenkmal     | Weitere Bilder          |
| Sackstraße 4 (Karte)                         | Wohnhaus                | | 094 05400          | Baudenkmal     | Weitere Bilder          |
| Schreiberhof 1 (Karte)                       | Wohnhaus                | | 094 02605          | Baudenkmal     | Wohnhaus                |
| Schreiberhof 2 (Karte)                       | Wohnhaus                | | 094 02606          | Baudenkmal     | Wohnhaus                |
| Schreiberhof 3 (Karte)                       | Wohnhaus                | | 094 05420          | Baudenkmal     | Wohnhaus                |
| Schreiberhof 6 (Karte)                       | Wohnhaus                | | 094 05425          | Baudenkmal     | Wohnhaus                |
| Schreiberhof 7 (Karte)                       | Wohnhaus                | | 094 05426          | Baudenkmal     | Wohnhaus                |
| Schreiberhof 8 (Karte)                       | Wohnhaus                | | 094 05428          | Baudenkmal     | Wohnhaus                |
| Schreiberhof 11 (Karte)                      | Wohnhaus                | | 094 02607          | Baudenkmal     | Wohnhaus                |
| Schulzenstraße (Karte)                       | Stadtbefestigung        | Reste der Stadtmauer, barocke Sandsteinfiguren, gestiftet von der Familie von Gusted                       | 094 04315          | Baudenkmal     | Weitere Bilder          |
| Schulzenstraße (Karte)                       | Stadtmauer              | Reste der Stadtmauer, barocke Sandsteinfiguren, gestiftet von der Familie von Gusted                       | 094 02443          | Baudenkmal     | Weitere Bilder          |
| Schulzenstraße 1 (Karte)                     | Domäne                  | Gustedt’scher Hof                                                                                          | 094 05471          | Baudenkmal     | Domäne                  |
| Schulzenstraße 2                             | Villa                   | Villa Im Jahr 2023 in das Denkmalverzeichnis eingetragen.                                                  | 094 18893          | Baudenkmal     |                         |
| Schulzenstraße 3 (Karte)                     | Wohnhaus                | | 094 02609          | Baudenkmal     | Wohnhaus                |
| Schulzenstraße 3a (Karte)                    | Wohnhaus                | | 094 05472          | Baudenkmal     | Wohnhaus                |
| Schulzenstraße 4 (Karte)                     | Wohnhaus                | | 094 02610          | Baudenkmal     | Wohnhaus                |
| Schulzenstraße 5 (Karte)                     | Wohn- und Geschäftshaus | | 094 05473          | Baudenkmal     | Wohn- und Geschäftshaus |
| Schulzenstraße 8 (Karte)                     | Wohnhaus                | | 094 02611          | Baudenkmal     | Wohnhaus                |
| Schulzenstraße 9 (Karte)                     | Wohnhaus                | | 094 03083          | Baudenkmal     | Wohnhaus                |
| Schulzenstraße 10 (Karte)                    | Wohnhaus                | | 094 02612          | Baudenkmal     | Wohnhaus                |
| Schulzenstraße 11 (Karte)                    | Wohnhaus                | | 094 02613          | Baudenkmal     | Wohnhaus                |
| Schützenstraße 1 (Karte)                     | Wohnhaus                | | 094 05440          | Baudenkmal     | Wohnhaus                |
| Schützenstraße 2 (Karte)                     | Wohnhaus                | | 094 02608          | Baudenkmal     | Wohnhaus                |
| Schützenstraße 3 (Karte)                     | Wohnhaus                | | 094 05441          | Baudenkmal     | Wohnhaus                |
| Schützenstraße 5 (Karte)                     | Wohnhaus                | | 094 05444          | Baudenkmal     | Wohnhaus                |
| Schützenstraße 7 (Karte)                     | Wohn- und Geschäftshaus | | 094 05447          | Baudenkmal     | Wohn- und Geschäftshaus |
| Schützenstraße 8 (Karte)                     | Wohn- und Geschäftshaus | | 094 05463          | Baudenkmal     | Wohn- und Geschäftshaus |
| Schützenstraße 9 (Karte)                     | Wohn- und Geschäftshaus | | 094 05464          | Baudenkmal     | Wohn- und Geschäftshaus |
| Schützenstraße 10 (Karte)                    | Wohnhaus                | | 094 05465          | Baudenkmal     | Wohnhaus                |
| Schützenstraße 11 (Karte)                    | Wohnhaus                | | 094 05466          | Baudenkmal     | Wohnhaus                |
| Schützenstraße 12 (Karte)                    | Bankgebäude             | Sparkassengebäude                                                                                          | 094 05467          | Baudenkmal     | Weitere Bilder          |
| Schützenstraße 13 (alt: Am Markt 11) (Karte) | Hotel                   | Das „Deutsche Haus“ befindet sich im Zentrum der Altstadt am Markt Ecke Schützenstraße/Tralle.             | 094 04317          | Baudenkmal     | Hotel                   |
| Sonnenklee 8 (Karte)                         | Wohnhaus                | | 094 05485          | Baudenkmal     | Wohnhaus                |
| Sonnenklee 10 (Karte)                        | Wohnhaus                | | 094 05488          | Baudenkmal     | Wohnhaus                |
| Sonnenklee 11 (Karte)                        | Wohnhaus                | | 094 02614          | Baudenkmal     | Wohnhaus                |
| Sonnenklee 12 (Karte)                        | Wohnhaus                | | 094 05489          | Baudenkmal     | Wohnhaus                |
| Sonnenklee 16 (Karte)                        | Wohnhaus                | | 094 02615          | Baudenkmal     | Wohnhaus                |
| Sonnenklee 21 (Karte)                        | Schule                  | Fallstein-Grundschule                                                                                      | 094 05511          | Baudenkmal     | Weitere Bilder          |
| Sonnenklee 22 (Karte)                        | Wohnhaus                | | 094 05512          | Baudenkmal     | Wohnhaus                |
| Sonnenklee 26 (Karte)                        | Wohnhaus                | | 094 05516          | Baudenkmal     | Wohnhaus                |
| Sonnenklee 28 (Karte)                        | Wohnhaus                | | 094 05518          | Baudenkmal     | Wohnhaus                |
| Sonnenklee 29 (Karte)                        | Wohnhaus                | | 094 02616          | Baudenkmal     | Wohnhaus                |
| Sonnenklee 30 (Karte)                        | Wohnhaus                | | 094 02617          | Baudenkmal     | Wohnhaus                |
| Sonnenklee 31 (Karte)                        | Wohnhaus                | | 094 02618          | Baudenkmal     | Wohnhaus                |
| Sonnenklee 33 (Karte)                        | Wohnhaus                | | 094 02619          | Baudenkmal     | Wohnhaus                |
| Sonnenklee 35 (Karte)                        | Wohnhaus                | Das Haus Seschlei-Keunen befindet sich am Westrand der Altstadt.                                           | 094 05520          | Baudenkmal     | Wohnhaus                |
| Sonnenklee 36 (Karte)                        | Wohnhaus                | | 094 02620          | Baudenkmal     | Wohnhaus                |
| Sonnenklee 37 (Karte)                        | Wohnhaus                | | 094 05521          | Baudenkmal     | Wohnhaus                |
| Sonnenklee 38 (Karte)                        | Wohnhaus                | | 094 02621          | Baudenkmal     | Wohnhaus                |
| Sonnenklee 39 (Karte)                        | Wohnhaus                | | 094 05522          | Baudenkmal     | Wohnhaus                |
| Sonnenklee 40 (Karte)                        | Wohnhaus                | | 094 02622          | Baudenkmal     | Wohnhaus                |
| Stephanikirchgasse 1 (Karte)                 | Gasthaus Brauner Hirsch | Ecke Voigteiplatz, Stephanikirchgasse (3?)                                                                 | 094 02623          | Baudenkmal     | Gasthaus Brauner Hirsch |
| Stephanikirchgasse 1 (Karte)                 | Wohnhaus                | | 094 05539          | Baudenkmal     | Weitere Bilder          |
| Stephanikirchgasse 2 (Karte)                 | Wohnhaus                | aktuelle Adresse Stephanikirchgasse 4 (?)                                                                  | 094 05540          | Baudenkmal     | Wohnhaus                |
| Stephanikirchgasse 7 (Karte)                 | Wohnhaus                | | 094 05544          | Baudenkmal     | Wohnhaus                |
| Stephanikirchgasse 9 (Karte)                 | Wohnhaus                | | 094 05546          | Baudenkmal     | Weitere Bilder          |
| Stephanikirchplatz 1 (Karte)                 | Wohnhaus                | Stephanikirchhof 1                                                                                         | 094 05547          | Baudenkmal     | Wohnhaus                |
| Stephanikirchplatz 2 (Karte)                 | Kirche St. Stephani     | Stephanikirchhof 2                                                                                         | 094 03081          | Baudenkmal     | Weitere Bilder          |
| Stephanikirchplatz 2 (Karte)                 | Pfarrhaus               | Stephanikirchhof                                                                                           | 094 02624          | Baudenkmal     | Weitere Bilder          |
| Stephanikirchplatz 4 (Karte)                 | Wohnhaus                | Stephanikirchhof                                                                                           | 094 02625          | Baudenkmal     | Weitere Bilder          |
| Stephanikirchplatz 5 (Karte)                 | Wohnhaus                | Stephanikirchhof 5                                                                                         | 094 02626          | Baudenkmal     | Wohnhaus                |
| Stephanikirchplatz 6, 7, 8 (Karte)           | Wohnhaus                | Stephanikirchhof                                                                                           | 094 02627          | Baudenkmal     | Wohnhaus                |
| Stephanikirchplatz 9 (Karte)                 | Wohnhaus                | Stephanikirchhof                                                                                           | 094 02628          | Baudenkmal     | Wohnhaus                |
| Stephanikirchplatz 10 (Karte)                | Wohnhaus                | Stephanikirchhof                                                                                           | 094 05548          | Baudenkmal     | Weitere Bilder          |
| Stephanikirchplatz 11 (Karte)                | Schule                  | Stephanikirchhof                                                                                           | 094 05549          | Baudenkmal     | Weitere Bilder          |
| Stobenplatz 2 (Karte)                        | Wohnhaus                | Haus Marre, Stobenwete, Altstadtkern an der Mühlenilse                                                     | 094 02630          | Baudenkmal     | Wohnhaus                |
| Stobenweete 1, 2 (Karte)                     | Wohnhaus                | Das Haus Duve befindet sich im Zentrum des Altstadtkerns zwischen Stobenplatz und Mittelstraße. Doppelhaus | 094 02631          | Baudenkmal     | Weitere Bilder          |
| Stobenwete 6 (Karte)                         | Wohnhaus                | | 094 05550          | Baudenkmal     | Wohnhaus                |

### T
| Lage                | Bezeichnung      | Beschreibung                                                  | Erfassungs- nummer | Ausweisungsart | Bild           |
| ------------------- | ---------------- | ------------------------------------------------------------- | ------------------ | -------------- | -------------- |
| Teichdamm 1 (Karte) | Kirche St. Josef | Die katholische Kirche wurde 1888 erbaut und 2022 profaniert. | 094 02434          | Baudenkmal     | Weitere Bilder |
| Teichdamm 10        | Wohnhaus         | Wohnhaus Im Jahr 2023 in das Denkmalverzeichnis eingetragen.  | 094 18887          | Baudenkmal     |                |
| Teichdamm 12        | Wohnhaus         | Wohnhaus Im Jahr 2023 in das Denkmalverzeichnis eingetragen.  | 094 18889          | Baudenkmal     |                |
| Teichdamm 22        | Wohnhaus         | Wohnhaus Im Jahr 2023 in das Denkmalverzeichnis eingetragen.  | 094 18891          | Baudenkmal     |                |
| Tralle 5 (Karte)    | Wohnhaus         |                                                               | 094 05559          | Baudenkmal     | Wohnhaus       |
| Tralle 6 (Karte)    | Wohnhaus         |                                                               | 094 02633          | Baudenkmal     | Wohnhaus       |
| Tralle 7 (Karte)    | Wohnhaus         |                                                               | 094 05560          | Baudenkmal     | Wohnhaus       |
| Tralle 8 (Karte)    | Wohnhaus         |                                                               | 094 05562          | Baudenkmal     | Wohnhaus       |
| Tralle 9 (Karte)    | Wohnhaus         |                                                               | 094 05563          | Baudenkmal     | Wohnhaus       |

### V
| Lage                            | Bezeichnung | Beschreibung                                                 | Erfassungs- nummer | Ausweisungsart | Bild           |
| ------------------------------- | ----------- | ------------------------------------------------------------ | ------------------ | -------------- | -------------- |
| Voigteiplatz 2 (Karte)          | Wohnhaus    |                                                              | 094 05569          | Baudenkmal     | Weitere Bilder |
| Voigteiplatz 4 (Karte)          | Wohnhaus    |                                                              | 094 02634          | Baudenkmal     | Wohnhaus       |
| Voigteiplatz 5 (Karte)          | Wohnhaus    |                                                              | 094 02635          | Baudenkmal     | Wohnhaus       |
| Voigteiplatz 6 (Karte)          | Wohnhaus    |                                                              | 094 02636          | Baudenkmal     | Wohnhaus       |
| Voigteiplatz 7 (Karte)          | Wohnhaus    | Reysel’sches Haus                                            | 094 02637          | Baudenkmal     | Wohnhaus       |
| Vogteiplatz 12                  | Wohnhaus    | Wohnhaus Im Jahr 2023 in das Denkmalverzeichnis eingetragen. | 094 18892          | Baudenkmal     |                |
| Vor dem Kapellentor 2 (Karte)   | Fabrik      |                                                              | 094 02431          | Baudenkmal     | Weitere Bilder |
| Vor dem Neukirchentor 9 (Karte) | Molkerei    |                                                              | 094 02437          | Baudenkmal     | Weitere Bilder |

### W
| Lage                | Bezeichnung | Beschreibung | Erfassungs- nummer | Ausweisungsart | Bild           |
| ------------------- | ----------- | ------------ | ------------------ | -------------- | -------------- |
| Wietholz 1 (Karte)  | Wohnhaus    |              | 094 02640          | Baudenkmal     | Wohnhaus       |
| Wietholz 8 (Karte)  | Wohnhaus    |              | 094 05616          | Baudenkmal     | Wohnhaus       |
| Wietholz 16 (Karte) | Wohnhaus    |              | 094 03099          | Baudenkmal     | Wohnhaus       |
| Wietholz 17 (Karte) | Wohnhaus    |              | 094 03097          | Baudenkmal     | Wohnhaus       |
| Wietholz 18 (Karte) | Wohnhaus    |              | 094 05623          | Baudenkmal     | Wohnhaus       |
| Wietholz 29 (Karte) | Wohnhaus    |              | 094 05627          | Baudenkmal     | Wohnhaus       |
| Wietholz 30 (Karte) | Wohnhaus    |              | 094 05628          | Baudenkmal     | Wohnhaus       |
| Wietholz 31 (Karte) | Wohnhaus    |              | 094 02642          | Baudenkmal     | Wohnhaus       |
| Wietholz 32 (Karte) | Wohnhaus    |              | 094 03102          | Baudenkmal     | Wohnhaus       |
| Wietholz 37 (Karte) | Wohnhaus    |              | 094 02643          | Baudenkmal     | Wohnhaus       |
| Wietholz 41 (Karte) | Wohnhaus    |              | 094 02644          | Baudenkmal     | Weitere Bilder |

### Bühne
| Lage                                                                                 | Bezeichnung    | Beschreibung                                               | Erfassungs- nummer | Ausweisungsart | Bild           |
| ------------------------------------------------------------------------------------ | -------------- | ---------------------------------------------------------- | ------------------ | -------------- | -------------- |
| Dorfstraße (Karte)                                                                   | Kirche         |                                                            | 094 01999          | Baudenkmal     | Weitere Bilder |
| Dorfstraße (Karte)                                                                   | Kriegerdenkmal |                                                            | 094 01991          | Baudenkmal     | Kriegerdenkmal |
| Dorfstraße 17 (Karte)                                                                | Bauernhof      | eventuell: Dorfstraße 16, zwei Gebäude, Hoppenstedter Str. | 094 01992          | Baudenkmal     | Bauernhof      |
| Dorfstraße 27 (Karte)                                                                | Pfarrhof       |                                                            | 094 01997          | Baudenkmal     | Pfarrhof       |
| Dorfstraße 41 (Karte)                                                                | Gasthof        | „Zum guten Nachbarn“, Stötterlinger Str.                   | 094 00823          | Baudenkmal     | Gasthof        |
| Im Winkel (alt: Dorfstraße) 3 am Westrand der Ortslage in der Ilse-Niederung (Karte) | Bauernhof      | Oppermann’scher Hof, Bahnhofsweg/Winkel                    | 094 01996          | Baudenkmal     | Bauernhof      |

### Hoppenstedt
| Lage                   | Bezeichnung     | Beschreibung              | Erfassungs- nummer | Ausweisungsart | Bild            |
| ---------------------- | --------------- | ------------------------- | ------------------ | -------------- | --------------- |
| Dorfstraße (Karte)     | Kirche          | St. Stephanus             | 094 02026          | Baudenkmal     | Weitere Bilder  |
| Dorfstraße 6 (Karte)   | Bauernhof       | Dorfstraße Ecke Winkel 6A | 094 02019          | Baudenkmal     | Bauernhof       |
| Dorfstraße 26 (Karte)  | Schule          | Zwei Gebäude              | 094 02020          | Baudenkmal     | Schule          |
| Dorfstraße 30 (Karte)  | Bauernhof       |                           | 094 02024          | Baudenkmal     | Bauernhof       |
| Dorfstraße 37 (Karte)  | Bauernhof       | Drei Gebäude              | 094 02028          | Baudenkmal     | Bauernhof       |
| Dorfstraße 39 (Karte)  | Pfarrhof        |                           | 094 02015          | Baudenkmal     | Pfarrhof        |
| Dorfstraße 40a (Karte) | Heidereiterhaus |                           | 094 02017          | Baudenkmal     | Heidereiterhaus |
| Dorfstraße 49 (Karte)  | Bauernhaus      |                           | 094 02013          | Baudenkmal     | Bauernhaus      |

### Osterode am Fallstein
| Lage                         | Bezeichnung | Beschreibung                                             | Erfassungs- nummer | Ausweisungsart | Bild   |
| ---------------------------- | ----------- | -------------------------------------------------------- | ------------------ | -------------- | ------ |
| Teichstraße 11 (Karte)       | Bauernhaus  | alt: Am Pfarrwinkel 11                                   | 094 00187          | Baudenkmal     | BW     |
| Am Pfarrwinkel 9 (Karte)     | Wohnhaus    |                                                          | 094 00188          | Baudenkmal     | BW     |
| Steinmüllerstraße 83 (Karte) | Bauernhaus  | alt: Am Pfarrwinkel 83                                   | 094 02257          | Baudenkmal     | BW     |
| Kirchstraße (Karte)          | Kirche      | Kirche, alt: Am Pfarrwinkel                              | 094 00184          | Baudenkmal     | Kirche |
| Kirchstraße 80 (Karte)       | Pfarrhof    | alt: Am Pfarrwinkel, 2. Gebäude W 52.034315, E 10.668320 | 094 00185          | Baudenkmal     | BW     |
| Zum Bruch 68 (Karte)         | Bauernhaus  |                                                          | 094 00186          | Baudenkmal     | BW     |

### Rimbeck
| Lage                      | Bezeichnung | Beschreibung                                               | Erfassungs- nummer | Ausweisungsart | Bild           |
| ------------------------- | ----------- | ---------------------------------------------------------- | ------------------ | -------------- | -------------- |
| Dorfstraße (Karte)        | Brücke      | Brücke über die Ilse, Ortsausgang Nord-Ost                 | 094 50010          | Baudenkmal     | BW             |
| Dorfstraße (Karte)        | Kirche      | Dorfstraße - An der Kirche                                 | 094 02011          | Baudenkmal     | Weitere Bilder |
| Dorfstraße 10 (Karte)     | Bauernhaus  | laut Denkmalinformationssystem liegt das Objekt in Rimbeck | 094 01995          | Baudenkmal     | BW             |
| Dorfstraße 11 (Karte)     | Bauernhaus  |                                                            | 094 02009          | Baudenkmal     | Bauernhaus     |
| Dorfstraße 15, 16 (Karte) | Bauernhaus  | Doppelhaus                                                 | 094 02007          | Baudenkmal     | Bauernhaus     |
| Dorfstraße 22 (Karte)     | Mühle       | Mühle, Dreiseitenhof                                       | 094 02001          | Baudenkmal     | Mühle          |
| Dorfstraße 24 (Karte)     | Bauernhaus  | laut Denkmalinformationssystem liegt das Objekt in Rimbeck | 094 01993          | Baudenkmal     | BW             |
| Dorfstraße 33 (Karte)     | Bauernhaus  |                                                            | 094 02008          | Baudenkmal     | Bauernhaus     |
| Dorfstraße 34 (Karte)     | Bauernhaus  |                                                            | 094 02006          | Baudenkmal     | Bauernhaus     |
| Dorfstraße 49 (Karte)     | Bauernhaus  | Wülperöder Weg 49                                          | 094 02012          | Baudenkmal     | Bauernhaus     |

### Sonnenburg
| Lage                                                 | Bezeichnung | Beschreibung | Erfassungs- nummer | Ausweisungsart | Bild |
| ---------------------------------------------------- | ----------- | ------------ | ------------------ | -------------- | --- |
| Am Rabenberg 4 bis 11 Zu den Eichen 1 bis 15 (Karte) | Kolonie     |              | 094 00355          | Denkmalbereich | [[Vorlage:Bilderwunsch/code!/C:51.9444,10.880455!/D:Am Rabenberg 4 bis 11 Zu den Eichen 1 bis 15,!/\|BW]] |

### Suderode
| Lage                  | Bezeichnung   | Beschreibung                                                                   | Erfassungs- nummer | Ausweisungsart | Bild           |
| --------------------- | ------------- | ------------------------------------------------------------------------------ | ------------------ | -------------- | -------------- |
| Dorfstraße (Karte)    | Kirche        | Kleine Gutskirche, An der Stimmecke, markanter „Kirchturm“ mit externer Glocke | 094 02107          | Baudenkmal     | Weitere Bilder |
| Dorfstraße 1 (Karte)  | Scheune       |                                                                                | 094 02104          | Baudenkmal     | Scheune        |
| Dorfstraße 1 (Karte)  | Verwalterhaus |                                                                                | 094 02106          | Baudenkmal     | Verwalterhaus  |
| Dorfstraße 9 (Karte)  | Bauernhaus    | Weg nach Bühne 9, zwei Gebäude                                                 | 094 00210          | Baudenkmal     | Bauernhaus     |
| Dorfstraße 13 (Karte) | Bauernhaus    |                                                                                | 094 00205          | Baudenkmal     | BW             |

### Veltheim
| Lage                                                         | Bezeichnung        | Beschreibung                                | Erfassungs- nummer | Ausweisungsart | Bild               |
| ------------------------------------------------------------ | ------------------ | ------------------------------------------- | ------------------ | -------------- | ------------------ |
| Hauptstraße 49, Flur 8, Flurstück 20/1 (Karte)               | Pfarrhaus          | Alter Pfarrhof, Eckgrundstück zur Sackgasse | 094 00191          | Baudenkmal     | BW                 |
| Hans-Neupert-Straße 24                                       | Brennofen          |                                             | 094 00192          | Baudenkmal     |                    |
| Hauptstraße 3 (Karte)                                        | Bauernhaus         |                                             | 094 00195          | Baudenkmal     | BW                 |
| Hauptstraße 64 (Karte)                                       | Bauernhaus         |                                             | 094 00189          | Baudenkmal     | BW                 |
| Hauptstraße Flur: 9, Flurstück: 40/1 und 42 Ortskern (Karte) | St. Johanniskirche |                                             | 094 00193          | Baudenkmal     | St. Johanniskirche |
| Hessendamm 200                                               | Zollhaus           |                                             | 094 00183          | Baudenkmal     |                    |
| Mittelstraße 69a, 69b (Karte)                                | Gutshof            | vier Gebäude                                | 094 50288          | Baudenkmal     | BW                 |
| Sackstraße 38 (Karte)                                        | Bauernhaus         |                                             | 094 02256          | Baudenkmal     | BW                 |
| Sackstraße 43 (Karte)                                        | Bauernhaus         |                                             | 094 00196          | Baudenkmal     | BW                 |
| Untere Burgstraße 87 (Karte)                                 | Gutshof            | Rittergut, 8 Gebäude                        | 094 00190          | Baudenkmal     | BW                 |

## Ehemalige Kulturdenkmale nach Ortsteilen
Die nachfolgenden Objekte waren ursprünglich ebenfalls denkmalgeschützt oder wurden in der Literatur als Kulturdenkmale geführt. Die Denkmale bestehen heute jedoch nicht mehr, ihre Unterschutzstellung wurde aufgehoben oder sie werden nicht mehr als Denkmale betrachtet. Mitunter sind Einzelobjekte aber noch immer Bestandteil eines geschützten Denkmalbereichs.

### Osterwieck
| Lage                                                                        | Bezeichnung             | Beschreibung | Erfassungs- nummer | Ausweisungsart | Bild                    |
| --------------------------------------------------------------------------- | ----------------------- | --- | ------------------ | -------------- | ----------------------- |
| Flur 16, Flurstück 860, Hagen 10 im nördlichen Bereich der Altstadt (Karte) | Ackerbürgerhof          | Die Baulücke (Stand: November 2020) zwischen Hagen 9 und 11 zeugt vom Abriss der Hofanlage | 094 04367          |                | BW                      |
| Am Markt 14 (Karte)                                                         | Häusergruppe            | Scheunen 2023 aus dem Denkmalverzeichnis gestrichen. | 094 04318          | Baudenkmal     | Weitere Bilder          |
| Bahnhofstraße 1 (Karte)                                                     | Wohnhaus                | Wohnhaus 2023 aus dem Denkmalverzeichnis gestrichen. | 094 04325          | Baudenkmal     | Wohnhaus                |
| Damm 8 (Karte)                                                              | Wohnhaus                | Wohnhaus Bei vertiefter Erfassung wurde die Denkmaleigenschaft verneint und das Gebäude 2023 aus dem Denkmalverzeichnis gestrichen.                                                                                             | 094 03096          | Baudenkmal     | Weitere Bilder          |
| Damm 10                                                                     | Wohnhaus                | Wohnhaus Nach dem es nicht mehr vorhanden war, wurde es 2023 aus dem Denkmalverzeichnis gestrichen. | 094 02480          | Baudenkmal     |                         |
| Damm 11                                                                     | Wohnhaus                | Wohnhaus Nach dem es nicht mehr vorhanden war, wurde es 2023 aus dem Denkmalverzeichnis gestrichen. | 094 04330          | Baudenkmal     |                         |
| Damm 13 (Karte)                                                             | Wohnhaus                | Wohnhaus Bei vertiefter Erfassung wurde die Denkmakeigenschaft verneint. | 094 04331          | Baudenkmal     | Wohnhaus                |
| Gartenstraße 1 (Karte)                                                      | Wohnhaus                | Wohnhaus Bei vertiefter Erfassung wurde die Denkmakeigenschaft verneint. | 094 04335          | Baudenkmal     | Wohnhaus                |
| Gartenstraße 4 (Karte)                                                      | Wohnhaus                | Wohnhaus Bei vertiefter Erfassung wurde die Denkmakeigenschaft verneint. | 094 04355          | Baudenkmal     | Wohnhaus                |
| Gartenstraße 5 (Karte)                                                      | Wohnhaus                | Wohnhaus Bei vertiefter Erfassung wurde die Denkmakeigenschaft verneint. | 094 04362          | Baudenkmal     | Wohnhaus                |
| Gartenstraße 6 (Karte)                                                      | Wohnhaus                | Wohnhaus Bei vertiefter Erfassung wurde die Denkmakeigenschaft verneint. | 094 04363          | Baudenkmal     | Wohnhaus                |
| Gartenstraße 22 (Karte)                                                     | Wohnhaus                | Wohnhaus Bei vertiefter Erfassung wurde die Denkmakeigenschaft verneint. | 094 04337          | Baudenkmal     | Weitere Bilder          |
| Gartenstraße 23 (Karte)                                                     | Wohnhaus                | Wohnhaus Bei vertiefter Erfassung wurde die Denkmakeigenschaft verneint. | 094 04338          | Baudenkmal     | Weitere Bilder          |
| Gartenstraße 24 (Karte)                                                     | Wohnhaus                | Wohnhaus Bei vertiefter Erfassung wurde die Denkmakeigenschaft verneint. | 094 04339          | Baudenkmal     | Weitere Bilder          |
| Gartenstraße 25 (Karte)                                                     | Wohnhaus                | Wohnhaus Bei vertiefter Erfassung wurde die Denkmakeigenschaft verneint. | 094 04340          | Baudenkmal     | Weitere Bilder          |
| Gartenstraße 27 (Karte)                                                     | Wohnhaus                | Wohnhaus Bei vertiefter Erfassung wurde die Denkmakeigenschaft verneint. | 094 04342          | Baudenkmal     | Weitere Bilder          |
| Gartenstraße 28 (Karte)                                                     | Wohnhaus                | Wohnhaus Bei vertiefter Erfassung wurde die Denkmakeigenschaft verneint. | 094 04343          | Baudenkmal     | Weitere Bilder          |
| Gartenstraße 29 (Karte)                                                     | Wohnhaus                | Wohnhaus Bei vertiefter Erfassung wurde die Denkmakeigenschaft verneint. | 094 04344          | Baudenkmal     | Weitere Bilder          |
| Gartenstraße 30 (Karte)                                                     | Wohnhaus                | Wohnhaus Bei vertiefter Erfassung wurde die Denkmakeigenschaft verneint. | 094 04345          | Baudenkmal     | Weitere Bilder          |
| Gartenstraße 31 (Karte)                                                     | Wohnhaus                | Wohnhaus Bei vertiefter Erfassung wurde die Denkmakeigenschaft verneint. | 094 04346          | Baudenkmal     | Weitere Bilder          |
| Gartenstraße 32 (Karte)                                                     | Wohnhaus                | Wohnhaus Bei vertiefter Erfassung wurde die Denkmakeigenschaft verneint. | 094 04347          | Baudenkmal     | Weitere Bilder          |
| Gartenstraße 33 (Karte)                                                     | Wohnhaus                | Wohnhaus Bei vertiefter Erfassung wurde die Denkmakeigenschaft verneint. | 094 04348          | Baudenkmal     | Weitere Bilder          |
| Gartenstraße 34 (Karte)                                                     | Wohnhaus                | Wohnhaus Bei vertiefter Erfassung wurde die Denkmakeigenschaft verneint. | 094 04349          | Baudenkmal     | Weitere Bilder          |
| Gartenstraße 35 (Karte)                                                     | Wohnhaus                | Wohnhaus Bei vertiefter Erfassung wurde die Denkmakeigenschaft verneint. | 094 04350          | Baudenkmal     | Weitere Bilder          |
| Gartenstraße 36 (Karte)                                                     | Wohnhaus                | Wohnhaus Bei vertiefter Erfassung wurde die Denkmakeigenschaft verneint. | 094 04351          | Baudenkmal     | Weitere Bilder          |
| Gartenstraße 37 (Karte)                                                     | Wohnhaus                | Wohnhaus Bei vertiefter Erfassung wurde die Denkmakeigenschaft verneint. | 094 04352          | Baudenkmal     | Weitere Bilder          |
| Gartenstraße 38 (Karte)                                                     | Wohnhaus                | Wohnhaus Bei vertiefter Erfassung wurde die Denkmakeigenschaft verneint. | 094 04353          | Baudenkmal     | Wohnhaus                |
| Gartenstraße 39 (Karte)                                                     | Wohnhaus                | Wohnhaus Bei vertiefter Erfassung wurde die Denkmaleigenschaft verneint und das Gebäude 2023 aus dem Denkmalverzeichnis gestrichen.                                                                                             | 094 04354          | Baudenkmal     | Wohnhaus                |
| Gartenstraße 40 (Karte)                                                     | Wohnhaus                | Wohnhaus Bei vertiefter Erfassung wurde die Denkmaleigenschaft verneint und das Gebäude 2023 aus dem Denkmalverzeichnis gestrichen.                                                                                             | 094 04356          | Baudenkmal     | Wohnhaus                |
| Gartenstraße 41 (Karte)                                                     | Wohnhaus                | Wohnhaus Bei vertiefter Erfassung wurde die Denkmaleigenschaft verneint und das Gebäude 2023 aus dem Denkmalverzeichnis gestrichen.                                                                                             | 094 04357          | Baudenkmal     | Wohnhaus                |
| Gartenstraße 42 (Karte)                                                     | Wohnhaus                | Wohnhaus Bei vertiefter Erfassung wurde die Denkmaleigenschaft verneint und das Gebäude 2023 aus dem Denkmalverzeichnis gestrichen.                                                                                             | 094 04358          | Baudenkmal     | Wohnhaus                |
| Gartenstraße 43 (Karte)                                                     | Wohnhaus                | Wohnhaus Bei vertiefter Erfassung wurde die Denkmaleigenschaft verneint und das Gebäude 2023 aus dem Denkmalverzeichnis gestrichen.                                                                                             | 094 04359          | Baudenkmal     | Wohnhaus                |
| Gartenstraße 44 am südwestlichen Altstadtring (Karte)                       | Wohnhaus                | Wohnhaus Bei vertiefter Erfassung wurde die Denkmaleigenschaft verneint und das Gebäude 2023 aus dem Denkmalverzeichnis gestrichen.                                                                                             | 094 04360          | Baudenkmal     | Wohnhaus                |
| Gartenstraße 45 (Karte)                                                     | Wohnhaus                | Wohnhaus Bei vertiefter Erfassung wurde die Denkmaleigenschaft verneint und das Gebäude 2023 aus dem Denkmalverzeichnis gestrichen.                                                                                             | 094 04361          | Baudenkmal     | Wohnhaus                |
| Hagen 5 (Karte)                                                             | Wohnhaus                | Wohnhaus Bei vertiefter Erfassung wurde die Denkmaleigenschaft verneint und das Gebäude 2023 aus dem Denkmalverzeichnis gestrichen.                                                                                             | 094 04370          | Baudenkmal     | Weitere Bilder          |
| Hagen 14 (Karte)                                                            | Wohnhaus                | Wohnhaus Bei vertiefter Erfassung wurde die Denkmaleigenschaft verneint und das Gebäude 2023 aus dem Denkmalverzeichnis gestrichen.                                                                                             | 094 05280          | Baudenkmal     | Weitere Bilder          |
| Hagen 15 (Karte)                                                            | Wohnhaus                | Wohnhaus Das Gebäude ist nicht mehr vorhanden und wurde 2023 aus dem Denkmalverzeichnis gestrichen. | 094 05281          | Baudenkmal     | Weitere Bilder          |
| Hagen 18 (Karte)                                                            | Wohnhaus                | Wohnhaus Bei vertiefter Erfassung wurde die Denkmaleigenschaft verneint und das Gebäude 2023 aus dem Denkmalverzeichnis gestrichen.                                                                                             | 094 05283          | Baudenkmal     | Weitere Bilder          |
| Hagen 19 (Karte)                                                            | Wohnhaus                | Wohnhaus Bei vertiefter Erfassung wurde die Denkmaleigenschaft verneint und das Gebäude 2023 aus dem Denkmalverzeichnis gestrichen.                                                                                             | 094 05284          | Baudenkmal     | Weitere Bilder          |
| Hagen 20 (Karte)                                                            | Wohnhaus                | Wohnhaus Bei vertiefter Erfassung wurde die Denkmaleigenschaft verneint und das Gebäude 2023 aus dem Denkmalverzeichnis gestrichen.                                                                                             | 094 05285          | Baudenkmal     | Wohnhaus                |
| Hagen 33 (Karte)                                                            | Wohnhaus                | Wohnhaus 2023 aus dem Denkmalverzeichnis gestrichen. | 094 05293          | Baudenkmal     | Wohnhaus                |
| Hagen 38 (Karte)                                                            | Wohnhaus                | Wohnhaus nicht mehr existent | 094 05301          |                | BW                      |
| Hagen 39 (Karte)                                                            | Wohnhaus                | nicht mehr existent | 094 05304          |                | BW                      |
| Kapellenstraße 7 (Karte)                                                    | Wohnhaus                | Wohnhaus Bei vertiefter Erfassung wurde die Denkmaleigenschaft verneint und das Gebäude 2023 aus dem Denkmalverzeichnis gestrichen.                                                                                             | 094 05310          | Baudenkmal     | Weitere Bilder          |
| Kapellenstraße 17 (Karte)                                                   | Wohnhaus                | Wohnhaus Bei vertiefter Erfassung wurde die Denkmaleigenschaft verneint und das Gebäude 2023 aus dem Denkmalverzeichnis gestrichen.                                                                                             | 094 05311          | Baudenkmal     | Wohnhaus                |
| Kapellenstraße 21 (Karte)                                                   | Wohnhaus                | Wohnhaus Bei vertiefter Erfassung wurde die Denkmaleigenschaft verneint und das Gebäude 2023 aus dem Denkmalverzeichnis gestrichen.                                                                                             | 094 05312          | Baudenkmal     | Weitere Bilder          |
| Kapellenstraße 22 (Karte)                                                   | Wohnhaus                | Wohnhaus Bei vertiefter Erfassung wurde die Denkmaleigenschaft verneint und das Gebäude 2023 aus dem Denkmalverzeichnis gestrichen.                                                                                             | 094 05313          | Baudenkmal     | Weitere Bilder          |
| Kapellenstraße 32 (Karte)                                                   | Wohnhaus                | Wohnhaus 2023 aus dem Denkmalverzeichnis gestrichen. | 094 02544          | Baudenkmal     | Wohnhaus                |
| Kapellenstraße 33 (Karte)                                                   | Wohnhaus                | Wohnhaus Bei vertiefter Erfassung wurde die Denkmaleigenschaft verneint und das Gebäude 2023 aus dem Denkmalverzeichnis gestrichen.                                                                                             | 094 05315          | Baudenkmal     | Wohnhaus                |
| Kapellenstraße 36 (Karte)                                                   | Wohnhaus                | Wohnhaus Bei vertiefter Erfassung wurde die Denkmaleigenschaft verneint und das Gebäude 2023 aus dem Denkmalverzeichnis gestrichen.                                                                                             | 094 05316          | Baudenkmal     | Wohnhaus                |
| Kapellenstraße 43 (Karte)                                                   | Wohnhaus                | Wohnhaus Bei vertiefter Erfassung wurde die Denkmaleigenschaft verneint und das Gebäude 2023 aus dem Denkmalverzeichnis gestrichen.                                                                                             | 094 02550          | Baudenkmal     | Weitere Bilder          |
| Mauerstraße 1 (Karte)                                                       | Wohnhaus                | Wohnhaus Bei vertiefter Erfassung wurde die Denkmaleigenschaft verneint und das Gebäude 2023 aus dem Denkmalverzeichnis gestrichen.                                                                                             | 094 05330          | Baudenkmal     | Weitere Bilder          |
| Mauerstraße 3 (Karte)                                                       | Saalbau Jürgens         | Gaststätte, das Gebäude wurde nach einer Genehmigung 2015 abgerissen und im gleichen Jahr aus dem Denkmalverzeichnis ausgetragen.                                                                                               | 094 05331          | Baudenkmal     | BW                      |
| Mauerstraße 5 (Karte)                                                       | Wohnhaus                | Wohnhaus Bei vertiefter Erfassung wurde die Denkmaleigenschaft verneint und das Gebäude 2023 aus dem Denkmalverzeichnis gestrichen.                                                                                             | 094 05333          | Baudenkmal     | Weitere Bilder          |
| Mauerstraße 6 (Karte)                                                       | Wohnhaus                | Wohnhaus Bei vertiefter Erfassung wurde die Denkmaleigenschaft verneint und das Gebäude 2023 aus dem Denkmalverzeichnis gestrichen.                                                                                             | 094 05335          | Baudenkmal     | Weitere Bilder          |
| Mauerstraße 7 (Karte)                                                       | Wohnhaus                | Wohnhaus Bei vertiefter Erfassung wurde die Denkmaleigenschaft verneint und das Gebäude 2023 aus dem Denkmalverzeichnis gestrichen.                                                                                             | 094 05336          | Baudenkmal     | Weitere Bilder          |
| Mauerstraße 8 (Karte)                                                       | Wohnhaus                | Wohnhaus Bei vertiefter Erfassung wurde die Denkmaleigenschaft verneint und das Gebäude 2023 aus dem Denkmalverzeichnis gestrichen.                                                                                             | 094 05337          | Baudenkmal     | Weitere Bilder          |
| Mauerstraße 10 (Karte)                                                      | Wohnhaus                | Wohnhaus Bei vertiefter Erfassung wurde die Denkmaleigenschaft verneint und das Gebäude 2023 aus dem Denkmalverzeichnis gestrichen.                                                                                             | 094 05338          | Baudenkmal     | Weitere Bilder          |
| Mauerstraße 11 (Karte)                                                      | Wohnhaus                | Wohnhaus Bei vertiefter Erfassung wurde die Denkmaleigenschaft verneint und das Gebäude 2023 aus dem Denkmalverzeichnis gestrichen.                                                                                             | 094 05339          | Baudenkmal     | Weitere Bilder          |
| Mauerstraße 12 (Karte)                                                      | Wohnhaus                | Wohnhaus Bei vertiefter Erfassung wurde die Denkmaleigenschaft verneint und das Gebäude 2023 aus dem Denkmalverzeichnis gestrichen.                                                                                             | 094 05340          | Baudenkmal     | Wohnhaus                |
| Mauerstraße 14 (Karte)                                                      | Häusergruppe            | Häusergruppe Bei vertiefter Erfassung wurde die Denkmaleigenschaft verneint und das Objekt 2023 aus dem Denkmalverzeichnis gestrichen.                                                                                          | 094 05342          | Baudenkmal     | Weitere Bilder          |
| Mauerstraße 15 (Karte)                                                      | Wohnhaus                | Wohnhaus Bei vertiefter Erfassung wurde die Denkmaleigenschaft verneint und das Gebäude 2023 aus dem Denkmalverzeichnis gestrichen.                                                                                             | 094 05343          | Baudenkmal     | Weitere Bilder          |
| Mauerstraße 16 (Karte)                                                      | Wohnhaus                | Wohnhaus Bei vertiefter Erfassung wurde die Denkmaleigenschaft verneint und das Gebäude 2023 aus dem Denkmalverzeichnis gestrichen.                                                                                             | 094 05344          | Baudenkmal     | Weitere Bilder          |
| Mittelstraße 15 (Karte)                                                     | Wohnhaus                | Wohnhaus Bei vertiefter Erfassung wurde die Denkmaleigenschaft verneint und das Gebäude 2023 aus dem Denkmalverzeichnis gestrichen.                                                                                             | 094 05348          | Baudenkmal     | Wohnhaus                |
| Mittelstraße 18 (Karte)                                                     | Wohnhaus                | Wohnhaus Nach Abbruch dann im Jahr 2023 aus dem Denkmalverzeichnis gestrichen. | 094 02562          | Baudenkmal     | BW                      |
| Mittelstraße 23 (Karte)                                                     | Wohnhaus                | Wohnhaus Bei vertiefter Erfassung wurde die Denkmaleigenschaft verneint und das Gebäude 2023 aus dem Denkmalverzeichnis gestrichen.                                                                                             | 094 05349          | Baudenkmal     | Weitere Bilder          |
| Mittelstraße 24, 25 (Karte)                                                 | Wohnhaus                | Wohnhaus Bei vertiefter Erfassung wurde die Denkmaleigenschaft verneint und das Gebäude 2023 aus dem Denkmalverzeichnis gestrichen.                                                                                             | 094 05350          | Baudenkmal     | Weitere Bilder          |
| Neukirchenstraße 9 (Karte)                                                  | Wohnhaus                | Wohnhaus Bei vertiefter Erfassung wurde die Denkmaleigenschaft verneint und das Gebäude 2023 aus dem Denkmalverzeichnis gestrichen.                                                                                             | 094 05353          | Baudenkmal     | Wohnhaus                |
| Neukirchenstraße 12 (Karte)                                                 | Wohnhaus                | Wohnhaus Bei vertiefter Erfassung wurde die Denkmaleigenschaft verneint und das Gebäude 2023 aus dem Denkmalverzeichnis gestrichen.                                                                                             | 094 05354          | Baudenkmal     | Wohnhaus                |
| Nikolaikirchplatz 1 (Karte)                                                 | Wohnhaus                | Wohnhaus Bei vertiefter Erfassung wurde die Denkmaleigenschaft verneint und das Gebäude 2023 aus dem Denkmalverzeichnis gestrichen.                                                                                             | 094 05359          | Baudenkmal     | Weitere Bilder          |
| Nikolaikirchplatz 2 (Karte)                                                 | Wohnhaus                | Wohnhaus Bei vertiefter Erfassung wurde die Denkmaleigenschaft verneint und das Gebäude 2023 aus dem Denkmalverzeichnis gestrichen.                                                                                             | 094 05360          | Baudenkmal     | Weitere Bilder          |
| Nikolaistraße 4 (Karte)                                                     | Wohnhaus                | Wohnhaus Bei vertiefter Erfassung wurde die Denkmaleigenschaft verneint und das Gebäude 2023 aus dem Denkmalverzeichnis gestrichen.                                                                                             | 094 05362          | Baudenkmal     | Weitere Bilder          |
| Nikolaistraße 5 (Karte)                                                     | Wohnhaus                | Wohnhaus Bei vertiefter Erfassung wurde die Denkmaleigenschaft verneint und das Gebäude 2023 aus dem Denkmalverzeichnis gestrichen.                                                                                             | 094 05363          | Baudenkmal     | Wohnhaus                |
| Nikolaistraße 10 (Karte)                                                    | Wohnhaus                | Wohnhaus Bei vertiefter Erfassung wurde die Denkmaleigenschaft verneint und das Gebäude 2023 aus dem Denkmalverzeichnis gestrichen.                                                                                             | 094 05367          | Baudenkmal     | Weitere Bilder          |
| Nikolaistraße 11 (Karte)                                                    | Wohnhaus                | Wohnhaus Bei vertiefter Erfassung wurde die Denkmaleigenschaft verneint und das Gebäude 2023 aus dem Denkmalverzeichnis gestrichen.                                                                                             | 094 05368          | Baudenkmal     | Wohnhaus                |
| Nikolaistraße 12 (Karte)                                                    | Wohnhaus                | Wohnhaus Bei vertiefter Erfassung wurde die Denkmaleigenschaft verneint und das Gebäude 2023 aus dem Denkmalverzeichnis gestrichen.                                                                                             | 094 05369          | Baudenkmal     | Wohnhaus                |
| Nikolaistraße 15 (Karte)                                                    | Wohnhaus                | Wohnhaus Bei vertiefter Erfassung wurde die Denkmaleigenschaft verneint und das Gebäude 2023 aus dem Denkmalverzeichnis gestrichen.                                                                                             | 094 05371          | Baudenkmal     | Wohnhaus                |
| Nikolaistraße 18 (Karte)                                                    | Wohnhaus                | Wohnhaus Bei vertiefter Erfassung wurde die Denkmaleigenschaft verneint und das Gebäude 2023 aus dem Denkmalverzeichnis gestrichen.                                                                                             | 094 05373          | Baudenkmal     | Wohnhaus                |
| Nikolaistraße 19 (Karte)                                                    | Wohnhaus                | Wohnhaus Bei vertiefter Erfassung wurde die Denkmaleigenschaft verneint und das Gebäude 2023 aus dem Denkmalverzeichnis gestrichen.                                                                                             | 094 05374          | Baudenkmal     | Wohnhaus                |
| Nikolaistraße 25 (Karte)                                                    | Wohnhaus                | Wohnhaus Bei vertiefter Erfassung wurde die Denkmaleigenschaft verneint und das Gebäude 2023 aus dem Denkmalverzeichnis gestrichen.                                                                                             | 094 05375          | Baudenkmal     | Wohnhaus                |
| Nikolaistraße 32 (Karte)                                                    | Wohnhaus                | Wohnhaus Bei vertiefter Erfassung wurde die Denkmaleigenschaft verneint und das Gebäude 2023 aus dem Denkmalverzeichnis gestrichen.                                                                                             | 094 05380          | Baudenkmal     | Wohnhaus                |
| Nikolaistraße 33 (Karte)                                                    | Wohnhaus                | Wohnhaus Bei vertiefter Erfassung wurde die Denkmaleigenschaft verneint und das Gebäude 2023 aus dem Denkmalverzeichnis gestrichen.                                                                                             | 094 05381          | Baudenkmal     | Wohnhaus                |
| Nikolaistraße 37 (Karte)                                                    | Wohnhaus                | Wohnhaus Bei vertiefter Erfassung wurde die Denkmaleigenschaft verneint und das Gebäude 2023 aus dem Denkmalverzeichnis gestrichen.                                                                                             | 094 05384          | Baudenkmal     | Wohnhaus                |
| Rosmarienstraße 2 (Karte)                                                   | Wohnhaus                | Wohnhaus Bei vertiefter Erfassung wurde die Denkmaleigenschaft verneint und das Gebäude 2023 aus dem Denkmalverzeichnis gestrichen.                                                                                             | 094 05391          | Baudenkmal     | Wohnhaus                |
| Rosmarienstraße 3 (Karte)                                                   | Wohnhaus                | Wohnhaus Bei vertiefter Erfassung wurde die Denkmaleigenschaft verneint und das Gebäude 2023 aus dem Denkmalverzeichnis gestrichen.                                                                                             | 094 05392          | Baudenkmal     | Wohnhaus                |
| Rosmarienstraße 4 (Karte)                                                   | Wohnhaus                | Wohnhaus Bei vertiefter Erfassung wurde die Denkmaleigenschaft verneint und das Gebäude 2023 aus dem Denkmalverzeichnis gestrichen.                                                                                             | 094 05393          | Baudenkmal     | Weitere Bilder          |
| Rosmarienstraße 5 (Karte)                                                   | Wohnhaus                | Wohnhaus Bei vertiefter Erfassung wurde die Denkmaleigenschaft verneint und das Gebäude 2023 aus dem Denkmalverzeichnis gestrichen.                                                                                             | 094 05394          | Baudenkmal     | Wohnhaus                |
| Rosmarienstraße 12 (Karte)                                                  | Wohnhaus                | Wohnhaus Bei vertiefter Erfassung wurde die Denkmaleigenschaft verneint und das Gebäude 2023 aus dem Denkmalverzeichnis gestrichen.                                                                                             | 094 05395          | Baudenkmal     | Wohnhaus                |
| Rosmarienstraße 13 (Karte)                                                  | Wohnhaus                | Wohnhaus Bei vertiefter Erfassung wurde die Denkmaleigenschaft verneint und das Gebäude 2023 aus dem Denkmalverzeichnis gestrichen.                                                                                             | 094 05396          | Baudenkmal     | Weitere Bilder          |
| Rössingstraße 2 (Karte)                                                     | Wohnhaus                | Wohnhaus Bei vertiefter Erfassung wurde die Denkmaleigenschaft verneint und das Gebäude 2023 aus dem Denkmalverzeichnis gestrichen.                                                                                             | 094 05386          | Baudenkmal     | Weitere Bilder          |
| Rössingstraße 3 (Karte)                                                     | Wohnhaus                | Wohnhaus Bei vertiefter Erfassung wurde die Denkmaleigenschaft verneint und das Gebäude 2023 aus dem Denkmalverzeichnis gestrichen.                                                                                             | 094 05387          | Baudenkmal     | Wohnhaus                |
| Rössingstraße 7 (Karte)                                                     | Wohnhaus                | Wohnhaus Bei vertiefter Erfassung wurde die Denkmaleigenschaft verneint und das Gebäude 2023 aus dem Denkmalverzeichnis gestrichen.                                                                                             | 094 05388          | Baudenkmal     | Weitere Bilder          |
| Rössingstraße 8 (Karte)                                                     | Wohnhaus                | Wohnhaus Bei vertiefter Erfassung wurde die Denkmaleigenschaft verneint und das Gebäude 2023 aus dem Denkmalverzeichnis gestrichen.                                                                                             | 094 05389          | Baudenkmal     | Weitere Bilder          |
| Sackstraße 6 (Karte)                                                        | Wohnhaus                | Wohnhaus Bei vertiefter Erfassung wurde die Denkmaleigenschaft verneint und das Gebäude 2023 aus dem Denkmalverzeichnis gestrichen.                                                                                             | 094 05401          | Baudenkmal     | Weitere Bilder          |
| Sackstraße 7 (Karte)                                                        | Wohnhaus                | Wohnhaus Bei vertiefter Erfassung wurde die Denkmaleigenschaft verneint und das Gebäude 2023 aus dem Denkmalverzeichnis gestrichen.                                                                                             | 094 05402          | Baudenkmal     | Wohnhaus                |
| Sackstraße 8 (Karte)                                                        | Wohnhaus                | Wohnhaus Bei vertiefter Erfassung wurde die Denkmaleigenschaft verneint und das Gebäude 2023 aus dem Denkmalverzeichnis gestrichen.                                                                                             | 094 05410          | Baudenkmal     | Weitere Bilder          |
| Sackstraße 9 (Karte)                                                        | Wohnhaus                | Wohnhaus nicht mehr existent, Baulücke; Bei vertiefter Erfassung wurde die Denkmaleigenschaft verneint und das Gebäude 2023 aus dem Denkmalverzeichnis gestrichen.                                                              | 094 05411          | Baudenkmal     | BW                      |
| Sackstraße 10 (Karte)                                                       | Wohnhaus                | Wohnhaus Bei vertiefter Erfassung wurde die Denkmaleigenschaft verneint und das Gebäude 2023 aus dem Denkmalverzeichnis gestrichen.                                                                                             | 094 02604          | Baudenkmal     | Wohnhaus                |
| Sackstraße 11 (Karte)                                                       | Wohnhaus                | Wohnhaus Bei vertiefter Erfassung wurde die Denkmaleigenschaft verneint und das Gebäude 2023 aus dem Denkmalverzeichnis gestrichen.                                                                                             | 094 05412          | Baudenkmal     | Weitere Bilder          |
| Sackstraße 12 (Karte)                                                       | Wohnhaus                | Wohnhaus Bei vertiefter Erfassung wurde die Denkmaleigenschaft verneint und das Gebäude 2023 aus dem Denkmalverzeichnis gestrichen.                                                                                             | 094 05413          | Baudenkmal     | Wohnhaus                |
| Sackstraße 13 (Karte)                                                       | Wohnhaus                | Wohnhaus Bei vertiefter Erfassung wurde die Denkmaleigenschaft verneint und das Gebäude 2023 aus dem Denkmalverzeichnis gestrichen.                                                                                             | 094 05414          | Baudenkmal     | Wohnhaus                |
| Sackstraße 14 (Karte)                                                       | Wohnhaus                | Wohnhaus Bei vertiefter Erfassung wurde die Denkmaleigenschaft verneint und das Gebäude 2023 aus dem Denkmalverzeichnis gestrichen.                                                                                             | 094 05415          | Baudenkmal     | Wohnhaus                |
| Sackstraße 15 (Karte)                                                       | Wohnhaus                | Wohnhaus Bei vertiefter Erfassung wurde die Denkmaleigenschaft verneint und das Gebäude 2023 aus dem Denkmalverzeichnis gestrichen.                                                                                             | 094 05416          | Baudenkmal     | Wohnhaus                |
| Schreiberhof 4 (Karte)                                                      | Wohnhaus                | Wohnhaus Bei vertiefter Erfassung wurde die Denkmaleigenschaft verneint und das Gebäude 2023 aus dem Denkmalverzeichnis gestrichen.                                                                                             | 094 05421          | Baudenkmal     | Wohnhaus                |
| Schreiberhof 5 (Karte)                                                      | Wohnhaus                | Wohnhaus Bei vertiefter Erfassung wurde die Denkmaleigenschaft verneint und das Gebäude 2023 aus dem Denkmalverzeichnis gestrichen.                                                                                             | 094 05423          | Baudenkmal     | Wohnhaus                |
| Schreiberhof 9 (Karte)                                                      | Wohnhaus                | Wohnhaus Bei vertiefter Erfassung wurde die Denkmaleigenschaft verneint und das Gebäude 2023 aus dem Denkmalverzeichnis gestrichen.                                                                                             | 094 05429          | Baudenkmal     | Wohnhaus                |
| Schreiberhof 10 (Karte)                                                     | Wohnhaus                | Wohnhaus Bei vertiefter Erfassung wurde die Denkmaleigenschaft verneint und das Gebäude 2023 aus dem Denkmalverzeichnis gestrichen.                                                                                             | 094 05435          | Baudenkmal     | Wohnhaus                |
| Schreiberhof 12 (Karte)                                                     | Wohnhaus                | Wohnhaus Bei vertiefter Erfassung wurde die Denkmaleigenschaft verneint und das Gebäude 2023 aus dem Denkmalverzeichnis gestrichen.                                                                                             | 094 05439          | Baudenkmal     | Wohnhaus                |
| Schulzenstraße 7 (Karte)                                                    | Wohnhaus                | Wohnhaus Bei vertiefter Erfassung wurde die Denkmaleigenschaft verneint und das Gebäude 2023 aus dem Denkmalverzeichnis gestrichen.                                                                                             | 094 05474          | Baudenkmal     | Wohnhaus                |
| Schützenstraße 4 (Karte)                                                    | Wohnhaus                | Wohnhaus Bei vertiefter Erfassung wurde die Denkmaleigenschaft verneint und das Gebäude 2023 aus dem Denkmalverzeichnis gestrichen.                                                                                             | 094 05443          | Baudenkmal     | Wohnhaus                |
| Schützenstraße 6 (Karte)                                                    | Wohnhaus                | Wohnhaus Bei vertiefter Erfassung wurde die Denkmaleigenschaft verneint und das Gebäude 2023 aus dem Denkmalverzeichnis gestrichen.                                                                                             | 094 05445          | Baudenkmal     | Wohnhaus                |
| Sonnenklee 2 (Karte)                                                        | Wohnhaus                | Wohnhaus Bei vertiefter Erfassung wurde die Denkmaleigenschaft verneint und das Gebäude 2023 aus dem Denkmalverzeichnis gestrichen.                                                                                             | 094 05475          | Baudenkmal     | Wohnhaus                |
| Sonnenklee 3 (Karte)                                                        | Wohnhaus                | Wohnhaus Bei vertiefter Erfassung wurde die Denkmaleigenschaft verneint und das Gebäude 2023 aus dem Denkmalverzeichnis gestrichen.                                                                                             | 094 05477          | Baudenkmal     | Weitere Bilder          |
| Sonnenklee 4 (Karte)                                                        | Wohnhaus                | Wohnhaus Bei vertiefter Erfassung wurde die Denkmaleigenschaft verneint und das Gebäude 2023 aus dem Denkmalverzeichnis gestrichen.                                                                                             | 094 05478          | Baudenkmal     | Weitere Bilder          |
| Sonnenklee 5 (Karte)                                                        | Wohnhaus                | Wohnhaus Bei vertiefter Erfassung wurde die Denkmaleigenschaft verneint und das Gebäude 2023 aus dem Denkmalverzeichnis gestrichen.                                                                                             | 094 05480          | Baudenkmal     | Weitere Bilder          |
| Sonnenklee 6 (Karte)                                                        | Wohnhaus                | Wohnhaus Bei vertiefter Erfassung wurde die Denkmaleigenschaft verneint und das Gebäude 2023 aus dem Denkmalverzeichnis gestrichen.                                                                                             | 094 05482          | Baudenkmal     | Weitere Bilder          |
| Sonnenklee 7 (Karte)                                                        | Wohnhaus                | Wohnhaus Bei vertiefter Erfassung wurde die Denkmaleigenschaft verneint und das Gebäude 2023 aus dem Denkmalverzeichnis gestrichen.                                                                                             | 094 05484          | Baudenkmal     | Weitere Bilder          |
| Sonnenklee 9 (Karte)                                                        | Wohnhaus                | Wohnhaus Bei vertiefter Erfassung wurde die Denkmaleigenschaft verneint und das Gebäude 2023 aus dem Denkmalverzeichnis gestrichen.                                                                                             | 094 05487          | Baudenkmal     | Wohnhaus                |
| Sonnenklee 13 (Karte)                                                       | Wohnhaus                | Wohnhaus Bei vertiefter Erfassung wurde die Denkmaleigenschaft verneint und das Gebäude 2023 aus dem Denkmalverzeichnis gestrichen.                                                                                             | 094 05491          | Baudenkmal     | Wohnhaus                |
| Sonnenklee 14, 15 (Karte)                                                   | Wohnhaus                | Wohnhaus Bei vertiefter Erfassung wurde die Denkmaleigenschaft verneint und das Gebäude 2023 aus dem Denkmalverzeichnis gestrichen.                                                                                             | 094 05492          | Baudenkmal     | Wohnhaus                |
| Sonnenklee 17 (Karte)                                                       | Wohnhaus                | Wohnhaus Bei vertiefter Erfassung wurde die Denkmaleigenschaft verneint und das Gebäude 2023 aus dem Denkmalverzeichnis gestrichen.                                                                                             | 094 05506          | Baudenkmal     | Wohnhaus                |
| Sonnenklee 18 (Karte)                                                       | Wohnhaus                | Wohnhaus Bei vertiefter Erfassung wurde die Denkmaleigenschaft verneint und das Gebäude 2023 aus dem Denkmalverzeichnis gestrichen.                                                                                             | 094 05507          | Baudenkmal     | Wohnhaus                |
| Sonnenklee 19 (Karte)                                                       | Wohnhaus                | Wohnhaus Bei vertiefter Erfassung wurde die Denkmaleigenschaft verneint und das Gebäude 2023 aus dem Denkmalverzeichnis gestrichen.                                                                                             | 094 05508          | Baudenkmal     | Weitere Bilder          |
| Sonnenklee 20 (Karte)                                                       | Wohnhaus                | Wohnhaus Bei vertiefter Erfassung wurde die Denkmaleigenschaft verneint und das Gebäude 2023 aus dem Denkmalverzeichnis gestrichen.                                                                                             | 094 05509          | Baudenkmal     | Weitere Bilder          |
| Sonnenklee 23 (Karte)                                                       | Wohnhaus                | Wohnhaus Bei vertiefter Erfassung wurde die Denkmaleigenschaft verneint und das Gebäude 2023 aus dem Denkmalverzeichnis gestrichen.                                                                                             | 094 05513          | Baudenkmal     | Wohnhaus                |
| Sonnenklee 24 (Karte)                                                       | Wohnhaus                | Wohnhaus Bei vertiefter Erfassung wurde die Denkmaleigenschaft verneint und das Gebäude 2023 aus dem Denkmalverzeichnis gestrichen.                                                                                             | 094 05514          | Baudenkmal     | Wohnhaus                |
| Sonnenklee 25 (Karte)                                                       | Wohnhaus                | Wohnhaus Bei vertiefter Erfassung wurde die Denkmaleigenschaft verneint und das Gebäude 2023 aus dem Denkmalverzeichnis gestrichen.                                                                                             | 094 05515          | Baudenkmal     | Wohnhaus                |
| Sonnenklee 27 (Karte)                                                       | Wohnhaus                | Wohnhaus Bei vertiefter Erfassung wurde die Denkmaleigenschaft verneint und das Gebäude 2023 aus dem Denkmalverzeichnis gestrichen.                                                                                             | 094 05517          | Baudenkmal     | Wohnhaus                |
| Sonnenklee 34 (Karte)                                                       | Wohnhaus                | Wohnhaus Bei vertiefter Erfassung wurde die Denkmaleigenschaft verneint und das Gebäude 2023 aus dem Denkmalverzeichnis gestrichen.                                                                                             | 094 05519          | Baudenkmal     | Wohnhaus                |
| Stephanikirchgasse 4 (Karte)                                                | Wohnhaus                | Wohnhaus Bei vertiefter Erfassung wurde die Denkmaleigenschaft verneint und das Gebäude 2023 aus dem Denkmalverzeichnis gestrichen.                                                                                             | 094 05541          | Baudenkmal     | Wohnhaus                |
| Stephanikirchgasse 5 (Karte)                                                | Wohnhaus                | Wohnhaus Bei vertiefter Erfassung wurde die Denkmaleigenschaft verneint und das Gebäude 2023 aus dem Denkmalverzeichnis gestrichen.                                                                                             | 094 05542          | Baudenkmal     | Wohnhaus                |
| Stephanikirchgasse 6 (Karte)                                                | Wohnhaus                | Wohnhaus Bei vertiefter Erfassung wurde die Denkmaleigenschaft verneint und das Gebäude 2023 aus dem Denkmalverzeichnis gestrichen.                                                                                             | 094 05543          | Baudenkmal     | Wohnhaus                |
| Stephanikirchgasse 8 (Karte)                                                | Wohnhaus                | Wohnhaus nicht mehr existent, Der Verlust der Denkmaleigenschaft trat durch Verfall ein. 2023 erfolgte die Streichung aus dem Denkmalverzeichnis.                                                                               | 094 05545          | Baudenkmal     | BW                      |
| Stobenplatz (Karte)                                                         | Scheune                 | Scheune 2023 erfolgte die Streichung aus dem Denkmalverzeichnis. | 094 02629          | Baudenkmal     | Weitere Bilder          |
| Teichdamm 17 (Karte)                                                        | Wohnhaus                | Wohnhaus nicht mehr existent, 2023 aus dem Denkmalverzeichnis gestrichen. | 094 02632          | Baudenkmal     | BW                      |
| Tralle 1 (alt: 1a) (Karte)                                                  | Wohnhaus                | Wohnhaus Bei vertiefter Erfassung wurde die Denkmaleigenschaft verneint und das Gebäude 2023 aus dem Denkmalverzeichnis gestrichen.                                                                                             | 094 05551          | Baudenkmal     | Wohnhaus                |
| Tralle 1a, 2 (alt: 1, 2) (Karte)                                            | Architekturdetail       | Architekturdetail Bei vertiefter Erfassung wurde die Denkmaleigenschaft verneint und das Gebäude 2023 aus dem Denkmalverzeichnis gestrichen.                                                                                    | 094 05554          | Baudenkmal     | Architekturdetail       |
| Tralle 3 (Karte)                                                            | Wohn- und Geschäftshaus | Wohn- und Geschäftshaus Bei vertiefter Erfassung wurde die Denkmaleigenschaft verneint und das Gebäude 2023 aus dem Denkmalverzeichnis gestrichen.                                                                              | 094 05555          | Baudenkmal     | Wohn- und Geschäftshaus |
| Tralle 4 (Karte)                                                            | Wohn- und Geschäftshaus | Wohn- und Geschäftshaus Bei vertiefter Erfassung wurde die Denkmaleigenschaft verneint und das Gebäude 2023 aus dem Denkmalverzeichnis gestrichen.                                                                              | 094 05557          | Baudenkmal     | Wohn- und Geschäftshaus |
| Voigteiplatz 8 (Karte)                                                      | Wohnhaus                | Wohnhaus Bei vertiefter Erfassung wurde die Denkmaleigenschaft verneint und das Gebäude 2023 aus dem Denkmalverzeichnis gestrichen.                                                                                             | 094 05565          | Baudenkmal     | Weitere Bilder          |
| Voigteiplatz 10 (Karte)                                                     | Wohnhaus                | Wohnhaus Bei vertiefter Erfassung wurde die Denkmaleigenschaft verneint und das Gebäude 2023 aus dem Denkmalverzeichnis gestrichen.                                                                                             | 094 05566          | Baudenkmal     | Weitere Bilder          |
| Voigteiplatz 11 (Karte)                                                     | Wohnhaus                | Wohnhaus Bei vertiefter Erfassung wurde die Denkmaleigenschaft verneint und das Gebäude 2023 aus dem Denkmalverzeichnis gestrichen.                                                                                             | 094 05567          | Baudenkmal     | Weitere Bilder          |
| Voigteiplatz 13 (Karte)                                                     | Wohnhaus                | Wohnhaus Bei vertiefter Erfassung wurde die Denkmaleigenschaft verneint und das Gebäude 2023 aus dem Denkmalverzeichnis gestrichen.                                                                                             | 094 05570          | Baudenkmal     | Weitere Bilder          |
| Wallstraße 1 (Karte)                                                        | Wohnhaus                | Wohnhaus Bei vertiefter Erfassung wurde die Denkmaleigenschaft verneint und das Gebäude 2023 aus dem Denkmalverzeichnis gestrichen.                                                                                             | 094 05571          | Baudenkmal     | Wohnhaus                |
| Wallstraße 2 (Karte)                                                        | Wohnhaus                | Wohnhaus Bei vertiefter Erfassung wurde die Denkmaleigenschaft verneint und das Gebäude 2023 aus dem Denkmalverzeichnis gestrichen.                                                                                             | 094 05572          | Baudenkmal     | Wohnhaus                |
| Wallstraße 3 (Karte)                                                        | Wohnhaus                | Wohnhaus Bei vertiefter Erfassung wurde die Denkmaleigenschaft verneint und das Gebäude 2023 aus dem Denkmalverzeichnis gestrichen.                                                                                             | 094 05573          | Baudenkmal     | Weitere Bilder          |
| Wallstraße 4 (Karte)                                                        | Wohnhaus                | Wohnhaus Bei vertiefter Erfassung wurde die Denkmaleigenschaft verneint und das Gebäude 2023 aus dem Denkmalverzeichnis gestrichen.                                                                                             | 094 05574          | Baudenkmal     | Weitere Bilder          |
| Wallstraße 5 (Karte)                                                        | Wohnhaus                | Wohnhaus Bei vertiefter Erfassung wurde die Denkmaleigenschaft verneint und das Gebäude 2023 aus dem Denkmalverzeichnis gestrichen.                                                                                             | 094 05575          | Baudenkmal     | Wohnhaus                |
| Wallstraße 6 (Karte)                                                        | Wohnhaus                | Wohnhaus Bei vertiefter Erfassung wurde die Denkmaleigenschaft verneint und das Gebäude 2023 aus dem Denkmalverzeichnis gestrichen.                                                                                             | 094 05577          | Baudenkmal     | Wohnhaus                |
| Wallstraße 7 (Karte)                                                        | Wohnhaus                | Wohnhaus Bei vertiefter Erfassung wurde die Denkmaleigenschaft verneint und das Gebäude 2023 aus dem Denkmalverzeichnis gestrichen.                                                                                             | 094 05578          | Baudenkmal     | Wohnhaus                |
| Wallstraße 8 (Karte)                                                        | Wohnhaus                | Wohnhaus Bei vertiefter Erfassung wurde die Denkmaleigenschaft verneint und das Gebäude 2023 aus dem Denkmalverzeichnis gestrichen.                                                                                             | 094 05579          | Baudenkmal     | Wohnhaus                |
| Wallstraße 9 (Karte)                                                        | Wohnhaus                | Wohnhaus Bei vertiefter Erfassung wurde die Denkmaleigenschaft verneint und das Gebäude 2023 aus dem Denkmalverzeichnis gestrichen.                                                                                             | 094 05592          | Baudenkmal     | Wohnhaus                |
| Wallstraße 10 (Karte)                                                       | Wohnhaus                | Wohnhaus Bei vertiefter Erfassung wurde die Denkmaleigenschaft verneint und das Gebäude 2023 aus dem Denkmalverzeichnis gestrichen.                                                                                             | 094 05593          | Baudenkmal     | Wohnhaus                |
| Wallstraße 11 (Karte)                                                       | Wohnhaus                | Wohnhaus Bei vertiefter Erfassung wurde die Denkmaleigenschaft verneint und das Gebäude 2023 aus dem Denkmalverzeichnis gestrichen.                                                                                             | 094 05594          | Baudenkmal     | Wohnhaus                |
| Wallstraße 12 (Karte)                                                       | Wohnhaus                | Wohnhaus Bei vertiefter Erfassung wurde die Denkmaleigenschaft verneint und das Gebäude 2023 aus dem Denkmalverzeichnis gestrichen.                                                                                             | 094 05595          | Baudenkmal     | Wohnhaus                |
| Wallstraße 13 (Karte)                                                       | Wohnhaus                | Wohnhaus Bei vertiefter Erfassung wurde die Denkmaleigenschaft verneint und das Gebäude 2023 aus dem Denkmalverzeichnis gestrichen.                                                                                             | 094 04375          | Baudenkmal     | Wohnhaus                |
| Wallstraße 14 (Karte)                                                       | Wohnhaus                | Wohnhaus Bei vertiefter Erfassung wurde die Denkmaleigenschaft verneint und das Gebäude 2023 aus dem Denkmalverzeichnis gestrichen.                                                                                             | 094 04376          | Baudenkmal     | Wohnhaus                |
| Wallstraße 15 (Karte)                                                       | Wohnhaus                | Wohnhaus Bei vertiefter Erfassung wurde die Denkmaleigenschaft verneint und das Gebäude 2023 aus dem Denkmalverzeichnis gestrichen. Das Grundstück umfasste zwei Häuser an der Straße, sowie drei Gebäude hinter der Nummer 16. | 094 05597          | Baudenkmal     | Wohnhaus                |
| Wallstraße 16 (Karte)                                                       | Wohnhaus                | Wohnhaus Bei vertiefter Erfassung wurde die Denkmaleigenschaft verneint und das Gebäude 2023 aus dem Denkmalverzeichnis gestrichen.                                                                                             | 094 05598          | Baudenkmal     | Wohnhaus                |
| Wallstraße 17 (Karte)                                                       | Wohnhaus                | Wohnhaus Bei vertiefter Erfassung wurde die Denkmaleigenschaft verneint und das Gebäude 2023 aus dem Denkmalverzeichnis gestrichen.                                                                                             | 094 05599          | Baudenkmal     | Wohnhaus                |
| Wallstraße 18 (Karte)                                                       | Wohnhaus                | Wohnhaus Bei vertiefter Erfassung wurde die Denkmaleigenschaft verneint und das Gebäude 2023 aus dem Denkmalverzeichnis gestrichen. Das Hauptgebäude befindet sich an der Straße, drei weitere dahinter.                        | 094 05600          | Baudenkmal     | Wohnhaus                |
| Wallstraße 19 (Karte)                                                       | Wohnhaus                | Wohnhaus Bei vertiefter Erfassung wurde die Denkmaleigenschaft verneint und das Gebäude 2023 aus dem Denkmalverzeichnis gestrichen.                                                                                             | 094 05601          | Baudenkmal     | Weitere Bilder          |
| Wallstraße 20 (Karte)                                                       | Wohnhaus                | Wohnhaus Bei vertiefter Erfassung wurde die Denkmaleigenschaft verneint und das Gebäude 2023 aus dem Denkmalverzeichnis gestrichen.                                                                                             | 094 05602          | Baudenkmal     | Wohnhaus                |
| Wallstraße 21 (Karte)                                                       | Wohnhaus                | Wohnhaus Bei vertiefter Erfassung wurde die Denkmaleigenschaft verneint und das Gebäude 2023 aus dem Denkmalverzeichnis gestrichen.                                                                                             | 094 05603          | Baudenkmal     | Wohnhaus                |
| Wallstraße 22 (Karte)                                                       | Wohnhaus                | Wohnhaus Bei vertiefter Erfassung wurde die Denkmaleigenschaft verneint und das Gebäude 2023 aus dem Denkmalverzeichnis gestrichen.                                                                                             | 094 05604          | Baudenkmal     | Wohnhaus                |
| Wallstraße 23 (Karte)                                                       | Wohnhaus                | Wohnhaus Bei vertiefter Erfassung wurde die Denkmaleigenschaft verneint und das Gebäude 2023 aus dem Denkmalverzeichnis gestrichen.                                                                                             | 094 05605          | Baudenkmal     | Wohnhaus                |
| Wallstraße 24 (Karte)                                                       | Wohnhaus                | Wohnhaus Bei vertiefter Erfassung wurde die Denkmaleigenschaft verneint und das Gebäude 2023 aus dem Denkmalverzeichnis gestrichen.                                                                                             | 094 05606          | Baudenkmal     | Wohnhaus                |
| Wallstraße 25 (Karte)                                                       | Wohnhaus                | Wohnhaus Bei vertiefter Erfassung wurde die Denkmaleigenschaft verneint und das Gebäude 2023 aus dem Denkmalverzeichnis gestrichen.                                                                                             | 094 05607          | Baudenkmal     | Wohnhaus                |
| Wallstraße 30 (Karte)                                                       | Wohnhaus                | Wohnhaus Bei vertiefter Erfassung wurde die Denkmaleigenschaft verneint und das Gebäude 2023 aus dem Denkmalverzeichnis gestrichen.                                                                                             | 094 05609          | Baudenkmal     | Weitere Bilder          |
| Wallstraße 35 (Karte)                                                       | Wohnhaus                | Wohnhaus Bei vertiefter Erfassung wurde die Denkmaleigenschaft verneint und das Gebäude 2023 aus dem Denkmalverzeichnis gestrichen.                                                                                             | 094 05611          | Baudenkmal     | Wohnhaus                |
| Wietholz 4 (Karte)                                                          | Wohnhaus                | Wohnhaus Bei vertiefter Erfassung wurde die Denkmaleigenschaft verneint und das Gebäude 2023 aus dem Denkmalverzeichnis gestrichen.                                                                                             | 094 05612          | Baudenkmal     | Wohnhaus                |
| Wietholz 5 (Karte)                                                          | Wohnhaus                | Wohnhaus Bei vertiefter Erfassung wurde die Denkmaleigenschaft verneint und das Gebäude 2023 aus dem Denkmalverzeichnis gestrichen.                                                                                             | 094 05613          | Baudenkmal     | Wohnhaus                |
| Wietholz 6 (Karte)                                                          | Wohnhaus                | Wohnhaus Bei vertiefter Erfassung wurde die Denkmaleigenschaft verneint und das Gebäude 2023 aus dem Denkmalverzeichnis gestrichen.                                                                                             | 094 05614          | Baudenkmal     | Wohnhaus                |
| Wietholz 7 (Karte)                                                          | Wohnhaus                | Wohnhaus Bei vertiefter Erfassung wurde die Denkmaleigenschaft verneint und das Gebäude 2023 aus dem Denkmalverzeichnis gestrichen.                                                                                             | 094 05615          | Baudenkmal     | Wohnhaus                |
| Wietholz 9 (Karte)                                                          | Wohn- und Geschäftshaus | Wohn- und Geschäftshaus Bei vertiefter Erfassung wurde die Denkmaleigenschaft verneint und das Gebäude 2023 aus dem Denkmalverzeichnis gestrichen.                                                                              | 094 05617          | Baudenkmal     | Wohn- und Geschäftshaus |
| Wietholz 10 (Karte)                                                         | Wohnhaus                | Wohnhaus Bei vertiefter Erfassung wurde die Denkmaleigenschaft verneint und das Gebäude 2023 aus dem Denkmalverzeichnis gestrichen.                                                                                             | 094 05618          | Baudenkmal     | Wohnhaus                |
| Wietholz 11 (Karte)                                                         | Wohnhaus                | Wohnhaus Bei vertiefter Erfassung wurde die Denkmaleigenschaft verneint und das Gebäude 2023 aus dem Denkmalverzeichnis gestrichen.                                                                                             | 094 05619          | Baudenkmal     | Wohnhaus                |
| Wietholz 12 (Karte)                                                         | Wohnhaus                | Wohnhaus Bei vertiefter Erfassung wurde die Denkmaleigenschaft verneint und das Gebäude 2023 aus dem Denkmalverzeichnis gestrichen. Gebäude existiert nicht mehr.                                                               | 094 05620          | Baudenkmal     | Wohnhaus                |
| Wietholz 13 (Karte)                                                         | Wohnhaus                | Wohnhaus Bei vertiefter Erfassung wurde die Denkmaleigenschaft verneint und das Gebäude 2023 aus dem Denkmalverzeichnis gestrichen.                                                                                             | 094 05621          | Baudenkmal     | Wohnhaus                |
| Wietholz 14                                                                 | Wohnhaus                | Wohnhaus Bei vertiefter Erfassung wurde die Denkmaleigenschaft verneint und das Gebäude 2023 aus dem Denkmalverzeichnis gestrichen. Nicht mehr existent, Lücke.                                                                 | 094 05622          | Baudenkmal     |                         |
| Wietholz 15                                                                 | Wohnhaus                | Wohnhaus Bei vertiefter Erfassung wurde die Denkmaleigenschaft verneint und das Gebäude 2023 aus dem Denkmalverzeichnis gestrichen. Nicht mehr existent, Lücke.                                                                 | 094 02641          | Baudenkmal     |                         |
| Wietholz 26 (Karte)                                                         | Wohnhaus                | Wohnhaus Bei vertiefter Erfassung wurde die Denkmaleigenschaft verneint und das Gebäude 2023 aus dem Denkmalverzeichnis gestrichen.                                                                                             | 094 05624          | Baudenkmal     | Wohnhaus                |
| Wietholz 27 (Karte)                                                         | Wohnhaus                | Wohnhaus Bei vertiefter Erfassung wurde die Denkmaleigenschaft verneint und das Gebäude 2023 aus dem Denkmalverzeichnis gestrichen.                                                                                             | 094 05625          | Baudenkmal     | Wohnhaus                |
| Wietholz 28 (Karte)                                                         | Wohnhaus                | Wohnhaus Bei vertiefter Erfassung wurde die Denkmaleigenschaft verneint und das Gebäude 2023 aus dem Denkmalverzeichnis gestrichen.                                                                                             | 094 05626          | Baudenkmal     | Wohnhaus                |
| Wietholz 38 (Karte)                                                         | Wohnhaus                | Wohnhaus Bei vertiefter Erfassung wurde die Denkmaleigenschaft verneint und das Gebäude 2023 aus dem Denkmalverzeichnis gestrichen.                                                                                             | 094 05630          | Baudenkmal     | Wohnhaus                |
| Wietholz 39 (Karte)                                                         | Wohnhaus                | Wohnhaus Bei vertiefter Erfassung wurde die Denkmaleigenschaft verneint und das Gebäude 2023 aus dem Denkmalverzeichnis gestrichen.                                                                                             | 094 05631          | Baudenkmal     | Weitere Bilder          |
| Wietholz 40 (Karte)                                                         | Wohnhaus                | Wohnhaus Bei vertiefter Erfassung wurde die Denkmaleigenschaft verneint und das Gebäude 2023 aus dem Denkmalverzeichnis gestrichen.                                                                                             | 094 05632          | Baudenkmal     | Weitere Bilder          |
| Wietholzgasse 1 (Karte)                                                     | Wohnhaus                | Wohnhaus Bei vertiefter Erfassung wurde die Denkmaleigenschaft verneint und das Gebäude 2023 aus dem Denkmalverzeichnis gestrichen.                                                                                             | 094 05633          | Baudenkmal     | Wohnhaus                |
| Wietholzgasse 2 (Karte)                                                     | Wohnhaus                | Wohnhaus Bei vertiefter Erfassung wurde die Denkmaleigenschaft verneint und das Gebäude 2023 aus dem Denkmalverzeichnis gestrichen.                                                                                             | 094 05634          | Baudenkmal     | Wohnhaus                |
| Wietholzgasse 3 (Karte)                                                     | Wohnhaus                | Wohnhaus Bei vertiefter Erfassung wurde die Denkmaleigenschaft verneint und das Gebäude 2023 aus dem Denkmalverzeichnis gestrichen.                                                                                             | 094 05635          | Baudenkmal     | Wohnhaus                |
| Wietholzgasse 4 (Karte)                                                     | Wohnhaus                | Wohnhaus Bei vertiefter Erfassung wurde die Denkmaleigenschaft verneint und das Gebäude 2023 aus dem Denkmalverzeichnis gestrichen.                                                                                             | 094 05636          | Baudenkmal     | Wohnhaus                |

### Veltheim
| Lage            | Bezeichnung | Beschreibung | Erfassungs- nummer | Ausweisungsart | Bild |
| --------------- | ----------- | ------------ | ------------------ | -------------- | ---- |
| Storchstraße 15 | Bauernhaus  | Bauernhaus   | 094 00194          | Baudenkmal     |      |

## Legende
In den Spalten befinden sich folgende Informationen:
- Lage: Nennt den Straßennamen und wenn vorhanden die Hausnummer des Kulturdenkmals. Die Grundsortierung der Liste erfolgt nach dieser Adresse. Der Link „Karte“ führt zu verschiedenen Kartendarstellungen und nennt die geographischen Koordinaten.
Link zu einem Kartenansichtstool, um Koordinaten zu setzen. In der Kartenansicht sind Baudenkmale ohne Koordinaten mit einem roten bzw. orangen Marker dargestellt und können in der Karte gesetzt werden. Baudenkmale ohne Bild sind mit einem blauen bzw. roten Marker gekennzeichnet, Baudenkmale mit Bild mit einem grünen bzw. orangen Marker.
- Offizielle Bezeichnung: Nennt den Namen, die Bezeichnung oder zumindest die Art des Kulturdenkmals und verlinkt, soweit vorhanden, auf den Artikel zum Objekt.
- Beschreibung: Nennt bauliche und geschichtliche Einzelheiten des Kulturdenkmals, vorzugsweise die Denkmaleigenschaften.
- Erfassungsnummer: Für jedes Kulturdenkmal wird in Sachsen-Anhalt eine 20stellige Erfassungsnummer vergeben. Die letzten zwölf Ziffern werden für die Untergliederung nach Teilobjekten genutzt und werden nur angegeben, soweit vergeben. In dieser Spalte kann sich folgendes Icon  befinden, dies führt zu Angaben zu diesem Baudenkmal bei Wikidata.
- Ausweisungsart: Die Einordnung des Denkmales nach § 2 Abs. 2 DenkmSchG LSA
- Bild: Ein Bild des Denkmales, und gegebenenfalls einen Link zu weiteren Fotos des Kulturdenkmals im Medienarchiv Wikimedia Commons. Wenn man auf das Kamerasymbol klickt, können Fotos zu Kulturdenkmalen aus dieser Liste hochgeladen werden: